# Tomás de Aquino
Santo Tomás de Aquino (en italiano, Tommaso d'Aquino; Roccasecca, 1224/1225-Abadía de Fossanova, 7 de marzo de 1274) fue un presbítero, fraile, teólogo, filósofo y jurista católico perteneciente a la Orden de Predicadores, es considerado el principal representante de la enseñanza escolástica y una de las mayores figuras de la teología sistemática. En materia de metafísica, su obra representa una de las fuentes más citadas del siglo XIII, además de ser punto de referencia de las escuelas del pensamiento tomista y neotomista. La Iglesia católica lo nombra Doctor Angélico, Doctor Común y Doctor de la Humanidad y considera su obra fundamental para los estudios de filosofía y teología. Fue el principal defensor clásico de la teología natural.
Sus comentarios sobre las obras de Aristóteles lo lanzaron a la popularidad, la recepción de su obra favoreció la compatibilidad entre el pensamiento aristotélico y la fe católica. Asimismo, recibió influencias del platonismo de Agustín de Hipona, y del aristotelismo de Averroes y de Maimónides, a quienes tomaba como autoridades. Sus obras más conocidas son la Summa theologiae, un compendio de la doctrina católica en la cual trata 495 cuestiones divididas en artículos (aquí se encuentran sus cinco vías), y la Summa contra gentiles, compendio de apología filosófica de la fe católica, que consta de 410 capítulos agrupados en cuatro libros, redactado a petición de san Raimundo de Peñafort.
A Tomás se le debe el rescate y reinterpretación de la metafísica y una obra de teología monumental, así como una teoría del Derecho que sería muy consultada posteriormente. Canonizado en 1323, fue declarado doctor de la Iglesia en 1567 y santo patrón de las universidades y centros de estudio católicos en 1880. Su festividad se celebra el 28 de enero. En palabras del filósofo inglés Anthony Kenny, santo Tomás de Aquino es considerado "uno de los más grandes filósofos del mundo occidental".

## Biografía

### Juventud

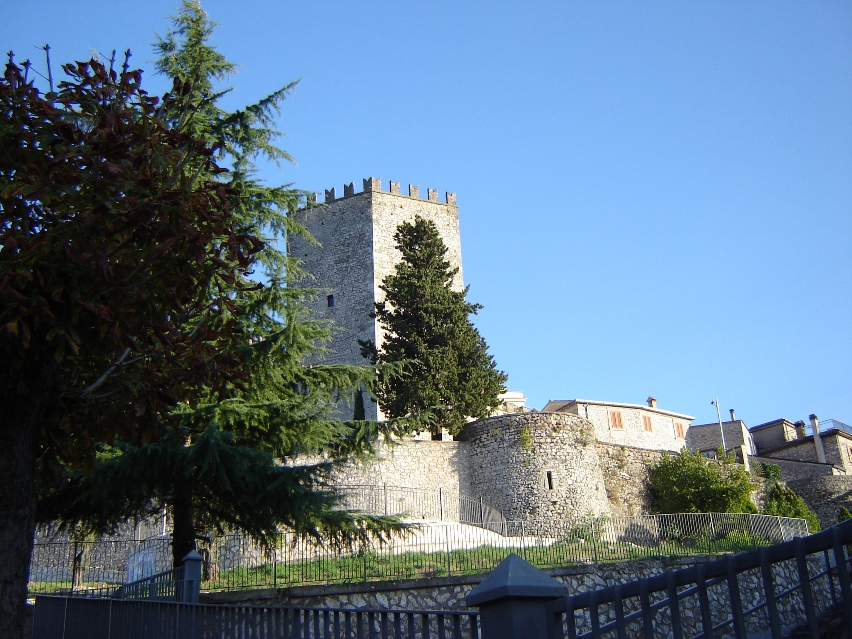
Castillo del Monte San Giovanni Campano.

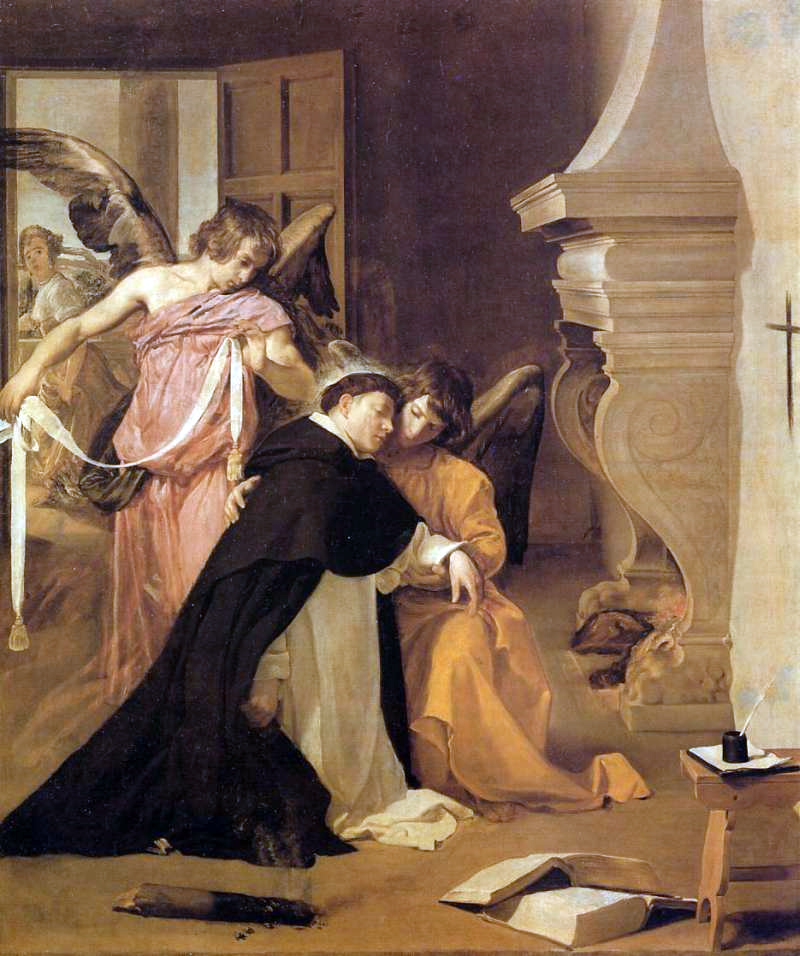
Tentación de Santo Tomás (1632) por Diego Velázquez.

Tomás de Aquino nació en 1224 o 1225 en el castillo de Roccasecca, cerca de Aquino, en el seno de una numerosa y noble familia de ascendencia germana. Según ciertas piadosas tradiciones locales y autores eclesiásticos, su lugar de nacimiento sería más bien el castillo familiar de la localidad de Belcastro, situada cerca de Catanzaro, en Calabria. Su padre, Landolfo, descendiente de los condes de Aquino, estaba emparentado con el emperador Federico II. Su madre, Teodora, era hija de los condes de Taete y Chieti. Fue Tomás el menor de nueve hermanos. Según una leyenda, Bonus, un santo ermitaño, predijo a Teodora que su hijo se ordenaría dominico y llegaría a alcanzar la santidad.
Cumplidos los cinco años, Tomás recibió sus primeras enseñanzas en la abadía de Montecasino, de la que un tío suyo era abad. Sus biógrafos Guillermo de Tocco, Bernardo Guido y Pedro Calo destacan su singular y temprana devoción señalando que desde bebé, se aferraba fuertemente a un papiro que tenía escrito el Ave María. Comenzó entonces su aprendizaje de gramática, moral, música y religión hasta que en 1239 el emperador Federico II decretara la expulsión de los monjes. Entonces, el joven Tomás continuó su educación en la Universidad de Nápoles donde el estudio de las artes liberales, el currículo educativo de la época, lo puso en contacto con los principios de la lógica aristotélica. En 1244, a la edad de diecinueve años, Tomás decidió unirse a la recién fundada Orden dominica gracias a la amistad que había trabado con el Maestro General Juan de Wildeshausen, por cuya vida austera e intelectual se sentía atraído desde haberlo conocido anteriormente en un convento de Nápoles.
La decisión contrarió a su familia, que había planificado que Tomás sucediera a su tío al frente de la abadía de Montecasino. Enterados de que Tomás se dirigiría a Roma para iniciarse en los estudios del noviciado, sus hermanos lo secuestraron y retuvieron durante más de un año en los castillos familiares de Monte San Giovanni y Roccasecca en un intento de evitar que asumiera el hábito dominico y para obligarlo a renunciar a su nueva aspiración. Pasó este tiempo de prueba dando clases particulares a sus hermanas y comunicándose con miembros de la Orden Dominica. Los familiares se desesperaron por disuadir a Tomás, que seguía decidido a unirse a los dominicos. En un momento, dos de sus hermanos recurrieron a la medida de contratar a una prostituta para seducirlo. Según la leyenda, Tomás la alejó empuñando un hierro de fuego y dos ángeles se le aparecieron mientras dormía y fortalecieron su determinación de permanecer célibe. Al ver que todos sus intentos de disuadir a Tomás habían fracasado, Teodora buscó salvar la dignidad de la familia haciendo que Tomás escapara por la ventana durante la noche.
Logró huir del castillo y se trasladó a París para alejarse de su familia. El Aquinate sorprendió a los frailes cuando vieron que se había dedicado a leer y memorizar la Biblia y las Sententias de Pedro Lombardo, incluso había comentado un apartado de las Refutaciones sofísticas de Aristóteles que eran las referencias para los estudios de la época.

### Formación universitaria
La Universidad de París era ideal para las aspiraciones del joven Tomás por su marcada predisposición al Trivium (ya tradicional en París) y por sus escuelas de teología.
Tuvo por maestros más destacados a Alejandro de Hales y a Alberto Magno, ambos acogedores de la doctrina aristotélica (especialmente el segundo). Entre sus compañeros estaba Buenaventura de Fidanza con quien mantuvo una singular relación de amistad, aunque también de cierta polémica intelectual. Antes de que Tomás acabara los estudios, Alberto Magno, sorprendido por el entendimiento de su alumno napolitano, le encarga un Acto escolástico, y a sus fortísimos argumentos el alumno responde con perfecta distinción, deshaciendo el discurso de su maestro y futuro Doctor de la Iglesia, el cual dijo a la asamblea:

Vosotros llamáis a éste el Buey mudo, pero yo os aseguro que este Buey dará tales mugidos con su saber que resonarán por el mundo entero
Barbado Viejo, F. Introducción General en Tomás de Aquino Suma teológica Tomo I. BAC 1947, p.12

Alberto Magno, seguro del potencial del novicio, se lo llevó consigo a Colonia, para enseñarle y estudiar profundamente las obras de Aristóteles, que ambos habrían de defender posteriormente.
En esa época Tomás fue ordenado sacerdote. Tomás volvería a París en 1252 para continuar sus estudios, pero encontraría una fuerte oposición a las Órdenes mendicantes, liderada por los profesores seculares, que perseguían el abandono de la Universidad, en señal de protesta contra el encarcelamiento de alumnos delincuentes.
Pero el objeto último de su ira eran los maestros mendicantes: su singular pobreza, constancia y hábito de estudio llenaba sus clases de alumnos (véase el caso de Alberto Magno) y ponía en evidencia a los seculares.
El punto álgido de aquel enfrentamiento, que llegó a amenazar la vida de los mendicantes, llegó cuando el doctor Guillermo de Saint-Amour publicó sus tratados, Libro del anticristo y sus ministros y Contra los peligros de los novísimos tiempos. Tomás escribió en octubre de 1256, unos meses más tarde del segundo panfleto de Saint-Amour, Contra los que impugnan el culto divino y, el papa Alejandro IV, ese mismo mes, excomulgaría a Saint-Amour, prohibiéndole la enseñanza y los sacramentos. El joven napolitano contaría, a raíz de su respuesta a Saint-Amour, con la confianza papal en cuestiones teológicas, y se le asignó la revisión del Libro introductorio al Evangelio eterno, de influencias joaquinistas.

### Enseñanza universitaria
Tras aquella destacada actuación se le concedió el doctorado a la excepcional edad de treinta y un años, por lo cual, en 1256 ejerce como maestro de Teología en la Universidad de París. Allí escribe varios opúsculos de gran profundidad metafísica, como De ente et essentia y su primera Summa o compendio de saber: el Scriptum super Sententias. Además, goza del puesto de consejero personal del Rey Luis IX de Francia.
En junio de 1259, Tomás es llamado a Valenciennes, junto con Alberto Magno y Pedro de Tarentaise (futuro papa Inocencio V), para organizar los estudios de la Orden, aprovechando que tenía que trasladarse a su Italia natal.
Estuvo durante un periodo de diez años enseñando en Nápoles, Orvieto, Roma y Viterbo. En esta época, Tomás termina la Summa contra gentiles, que sería la guía de apología de la Orden en España, encarga la traducción de numerosas obras de Aristóteles a su amigo erudito Guillermo de Moerbeke, para evitar ciertos errores de interpretación cometidos por los árabes, y comienza la redacción de la Summa Theologiae. Es menester señalar que el papa Urbano IV lo nombró consejero personal, y que le encargó la Catena aurea (Comentario a los cuatro Evangelios), el Oficio y misa propia del Corpus Christi y la revisión del libro Sobre la fe en la Santísima Trinidad, atribuido al obispo Nicolás de Durazzo.
El Aquinate fue enviado de vuelta a París, debido a la gran oposición que se había alzado en contra de su figura y doctrina. Esta época, por ser la última, es la más madura y fecunda del Aquinate pues se enfrentaría a tres brazos del pensamiento: los idealistas agustinistas, encabezados por Juan Peckham, los seculares antimendicantes, dirigidos por Gerardo de Abbeville y, por último los averroístas, cuya figura visible era Sigerio de Brabante. Tomás ya había asumido públicamente numerosas ideas aristotélicas y completó las Exposiciones de las más destacadas obras de Aristóteles, del Evangelio de Juan y de las Cartas de Pablo el apóstol. Por otro lado, escribe sus famosas cuestiones disputadas de ética y algunos opúsculos en respuesta a Juan Peckham y Nicolás de Lisieux, al tiempo que terminaba la segunda parte de la Summa Theologiae.
Pero su gran lucha vino contra los averroístas: Sigerio de Brabante, máxima figura de la Facultad de Artes, había manifestado en sus clases (no en sus obras, de lógica y física, como el Sophisma y su comentario a la Física de Aristóteles) que el hombre no tenía naturaleza espiritual por lo que la razón podía contradecir la fe sin dejar ambas de ser verdaderas.
Tomás, líder indiscutible de la Facultad de Teología, respondería ese mismo año con su De unitate intellectus contra averroistas terminando dicho opúsculo con esta declaración:

He aquí nuestra refutación del error. No está basada en documentos de fe sino de razón, y en los asertos de los filósofos. Si hay, pues, alguien que, orgullosamente engreído en su supuesta ciencia, quiera desafiar lo escrito, que no lo haga en un rincón o ante niños, sino que responda públicamente si se atreve. Él me encontrará frente a sí, y no sólo al mísero de mí, sino a muchos otros que estudian la verdad. Daremos batalla a sus errores o curaremos su ignorancia
GK Chesterton Santo Tomás de Aquino. Espasa-Calpe 1941, p.84

Tras este desafío singular se dice, pues no consta entre sus biógrafos, que ambos se enfrentaron públicamente y no sería descabellado, ya que Tomás había disputado con, por ejemplo, Peckham ante la universidad pero lo históricamente válido es que Tomás salió ampliamente victorioso tras la publicación del opúsculo, ya que, en primer lugar, Siger se retractó de muchas cuestiones en su De anima intellectiva, y en segundo lugar, el obispo de París, Esteban Tempier condenaría a los pocos meses hasta trece cuestiones esenciales del averroísmo, lo que provocó una gran huelga en la Facultad de Artes.

### Regreso y muerte

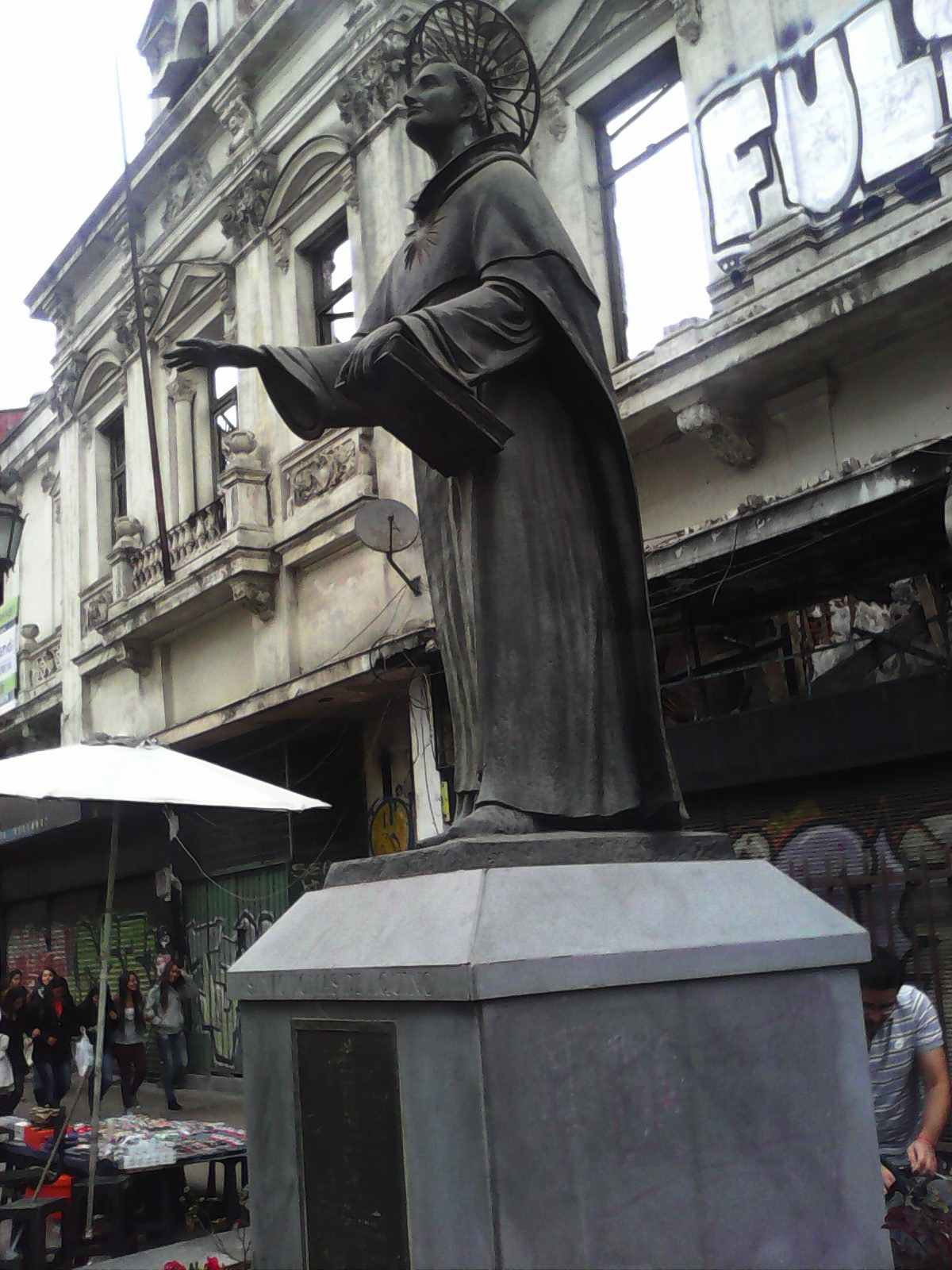
Estatua de santo Tomás de Aquino, ubicada en Santiago de Chile.

Terminada su labor en Francia, se le encargó la fundación de un nuevo capítulo provincial en Nápoles. Antes de ello, Tomás visitó a su familia y a sus amigos, el cardenal Anibaldo degli Anibaldi y el abad de Montecassino Bernard Ayglier.

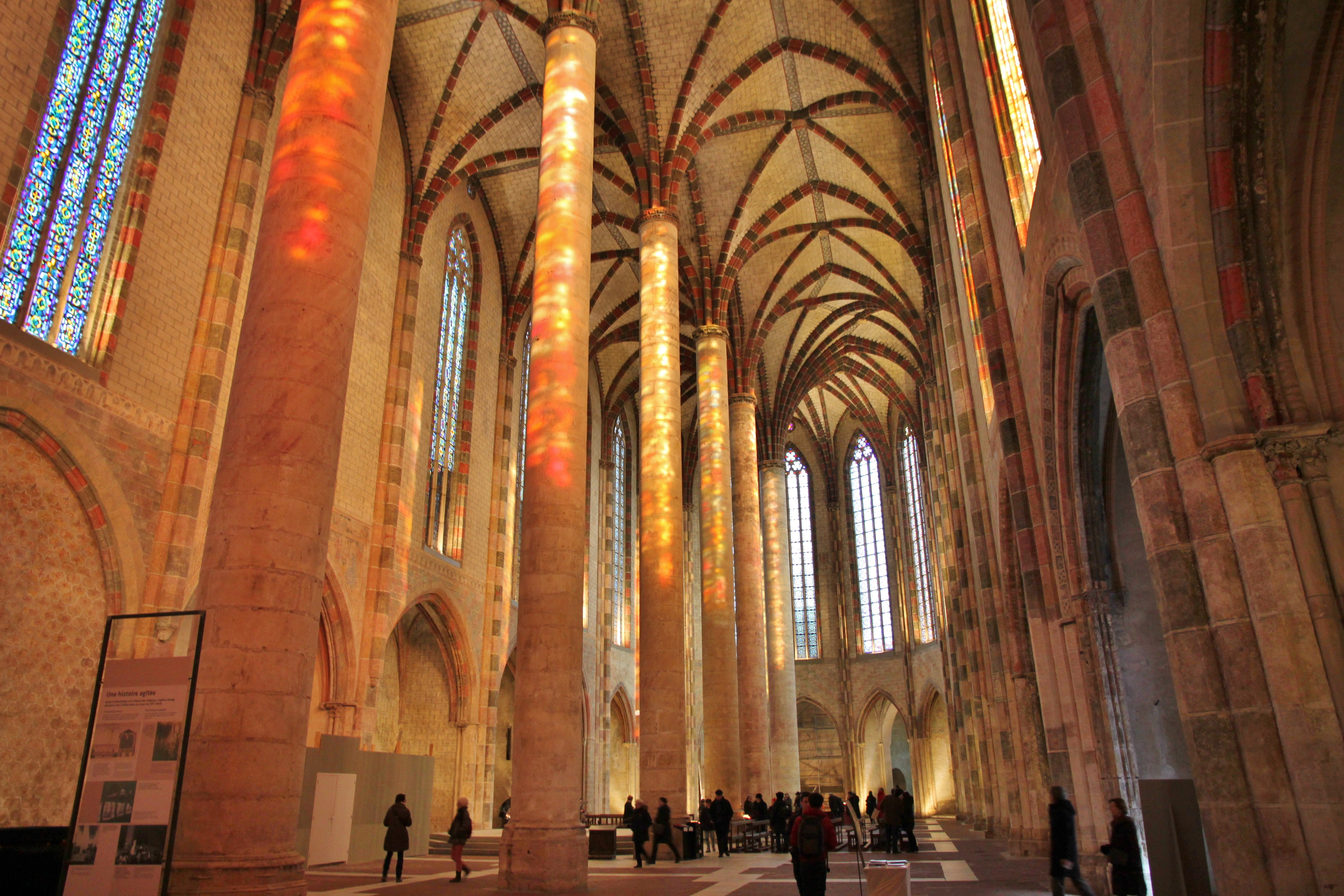
Los restos mortales de Santo Tomás de Aquino están enterrados en el Convento de los Jacobinos de Toulouse.

En Nápoles debe destacarse que fue recibido como un rey, así como la numerosa correspondencia que mantuvo, respondiendo dudas al mismo Bernard Ayglier entre muchos otros. Sin embargo, tan pronto comenzó la tercera parte de la Summa Theologiae tuvo una singular experiencia mística (ya las había tenido antes, está bien documentado) tras la cual se le haría imposible escribir:

Omnia quae scripsi videntur mihi palae respectu eorum quae vidi et revelata sunt mihi.
Me han sido reveladas semejantes cosas que lo que he escrito me parece paja.
Forment (2005, p. 21)

No obstante, accedió a la invitación del papa Gregorio X de asistir al Concilio de Lyon II, pero de repente enfermó y tuvieron que acogerle en la abadía de Fossanova. Tomás murió haciendo una enérgica profesión de fe el 7 de marzo de 1274, cerca de Terracina. Posteriormente, el 28 de enero de 1369, sus restos mortales fueron trasladados al convento dominico de los Jacobinos, en Tolosa de Languedoc, quedando su fiesta litúrgica fija en esa fecha.
La importancia y la gravitación política de Tomás de Aquino fue de tal magnitud, que aun existen dudas acerca de la causa de su muerte. Ciertamente, se ha escrito sobre un posible envenenamiento por orden del rey de Sicilia, Carlos de Anjou, según una afirmación sostenida por Dante Alighieri en el Purgatorio de la Divina Comedia, epopeya escrita entre 1304 y 1321.
Después de su muerte, algunas tesis de Tomás de Aquino, confundidas entre las averroístas, fueron incluidas en una lista de 219 tesis condenadas por el obispo de París, Étienne Tempier, en la Universidad de París en 1277. A pesar de ello, tras varias profecías y milagros documentados con numerosos testimonios, Tomás de Aquino fue canonizado casi a los 50 años de su muerte, el 18 de enero de 1323. Las condenas de 1277 fueron inmediatamente levantadas en lo que respecta a Tomás de Aquino el 14 de febrero de 1325.

## Obra

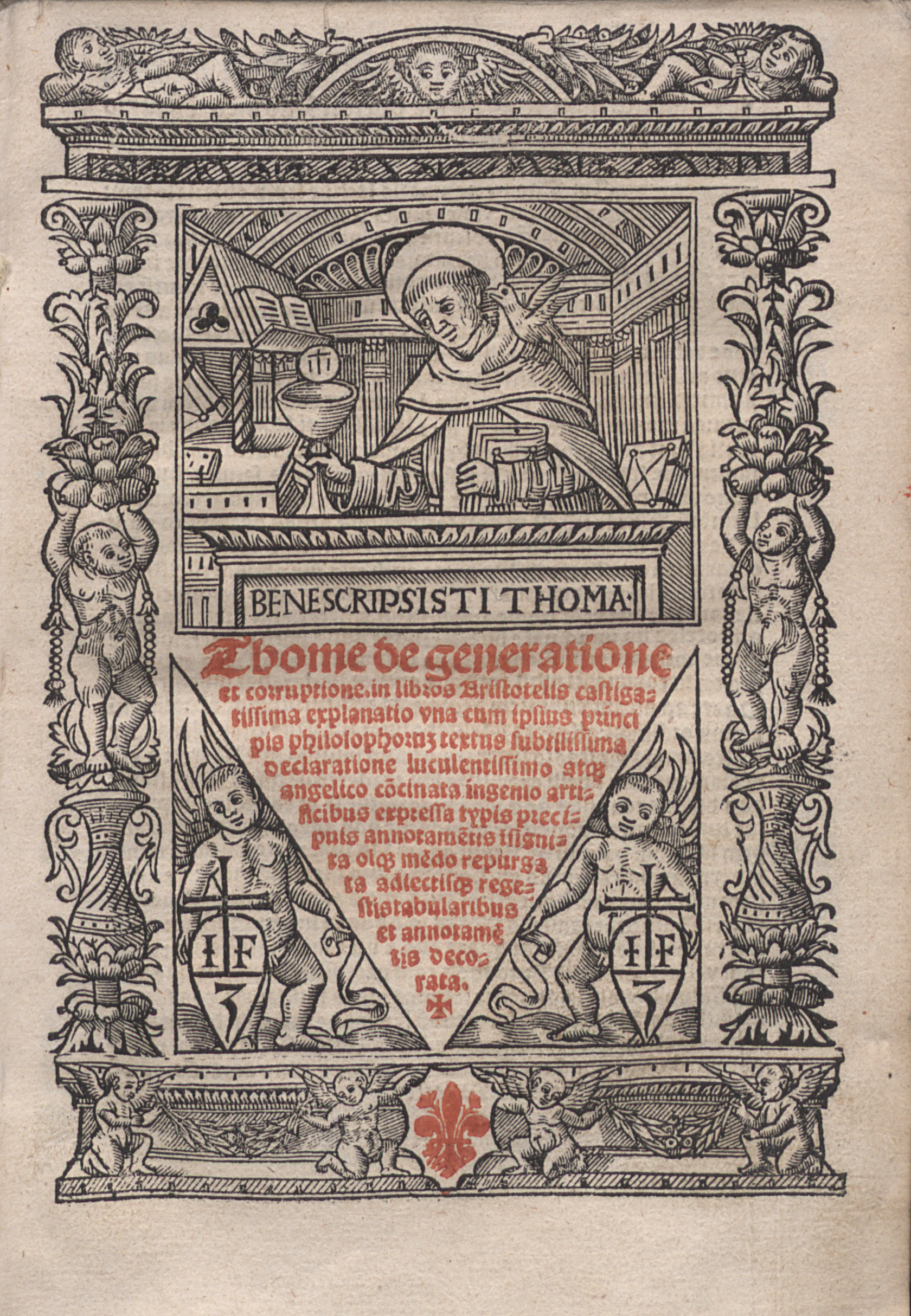
Super libros de generatione et corruptione

La obra escrita de Tomás de Aquino es inmensa teniendo en cuenta que murió con cuarenta y nueve años y considerando que al mismo tiempo llegaría a recorrer unos 10 000 kilómetros en viajes a pie, se comprende que su obra sea calificada por algunos como una hazaña inigualable. Josef Pieper comentaba:

Apenas puede creerse todo lo que escribió los últimos años en París
 Josef Pieper Doce lecciones sobre tomismo Ed. Rialp 1948, p. 27

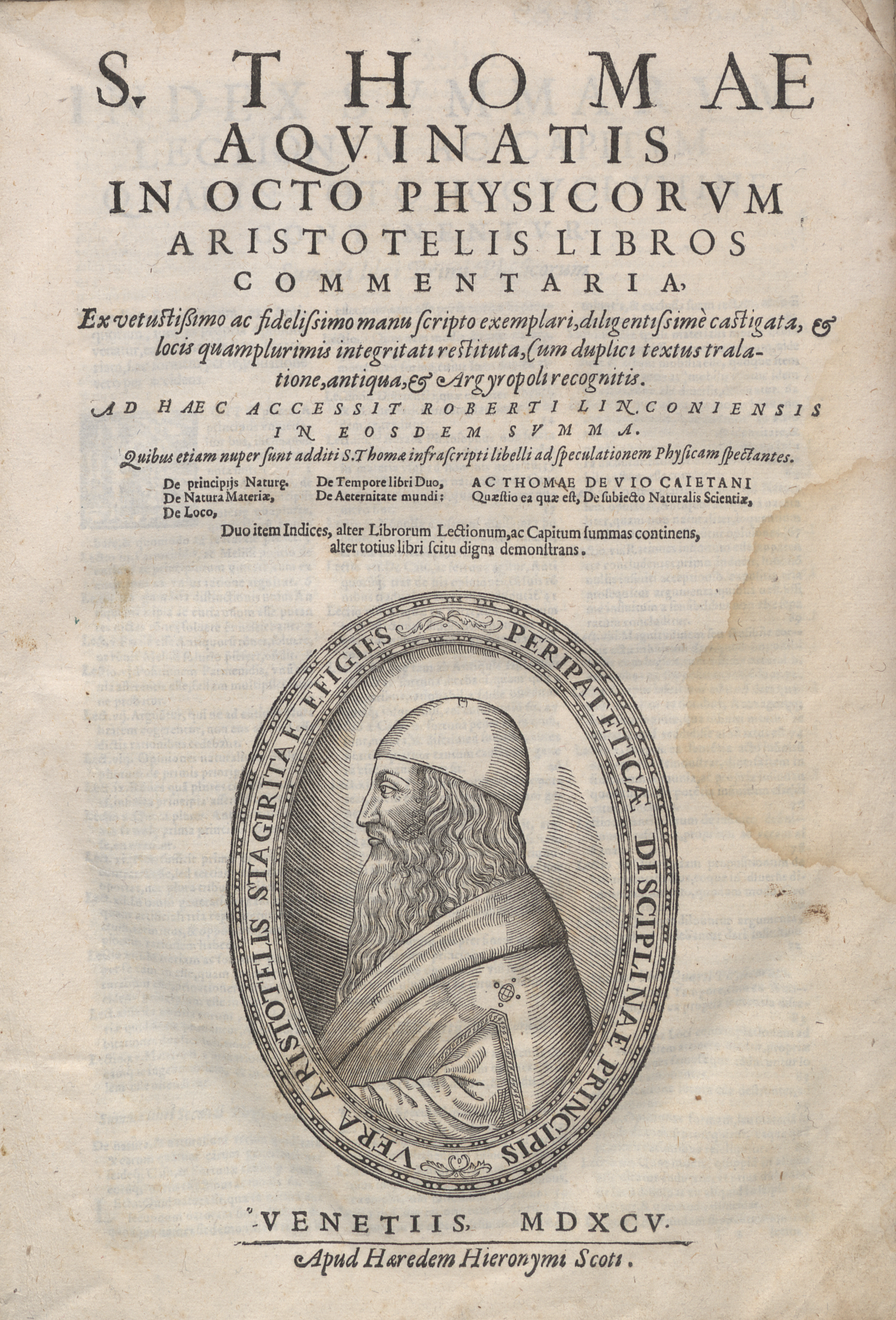
Super Physicam Aristotelis, 1595

Sus obras más extensas, y generalmente consideradas más importantes y sistemáticas, son sus tres síntesis teológicas o Summas: Summa Theologiae, Summa contra Gentiles y su Scriptum super Sententias. Aunque el interés y la temática principal siempre es teológico, su obra abarca igualmente comentarios de obras filosóficas, polémicas o litúrgicas. Resulta especialmente conocido por ser uno de los principales introductores de la filosofía de Aristóteles en la corriente escolástica del siglo XIII y por representar su obra una síntesis entre el pensamiento cristiano y el espíritu crítico del pensamiento aristotélico. A lo largo de la historia se le han atribuido obras espurias, que con el paso del tiempo han dejado de ser consideradas de su autoría. Así, sus obras se encuentran divididas en:
- Tres síntesis teológicas, o summas.
  - Suma teológica
  - Suma contra gentiles
  - Scriptum super Sententias
- Nueve tratados en la forma de disputas académicas.
- Doce disputas quodlibetales.
- Nueve exégesis sobre las Sagradas Escrituras.
- Una colección de glosas de los Padres de la Iglesia sobre los Evangelios conocida como Catena aurea.
- Once comentarios sobre los trabajos de Aristóteles[25]
  - De principiis naturae: I y II  (comentarios a consideraciones sobre la naturaleza basadas en los libros I y II de Física de Aristóteles.
  - Sententia libro Politicorum (comentario a la Política)
  - Sententia super Metaphysicam (comentario a la Metafísica)
  - Sententia super Meteora (comentario a los Meteoros)
  - Sententia super Phisicam (comentario a la Física)
  - Sententia super Peri hermenias (comentario a Sobre la interpretación)
  - Sententia super libri Ethicorum (comentario sobre Ethica Nicomaquea)
  - Sententia super De Anima (comentario a De Anima)
  - Sententia super De Caelo et mundo (comentario a De Caelo et Mundo)
  - Sententia super De generatione et corruptione (comentario a De generatione et corruptione).
- Dos exposiciones de trabajos de Boecio.
- Dos exposiciones de trabajos de Proclo.
- Cinco trabajos polémicos.
- Cinco opiniones expertas, o responsa.
- Quince letras sobre teología, filosofía o temas políticos.
- Un texto litúrgico.
- Dos oraciones famosas.
- Aproximadamente 85 sermones.
- Ocho tratados sobre teología.

## Filosofía

### Metafísica

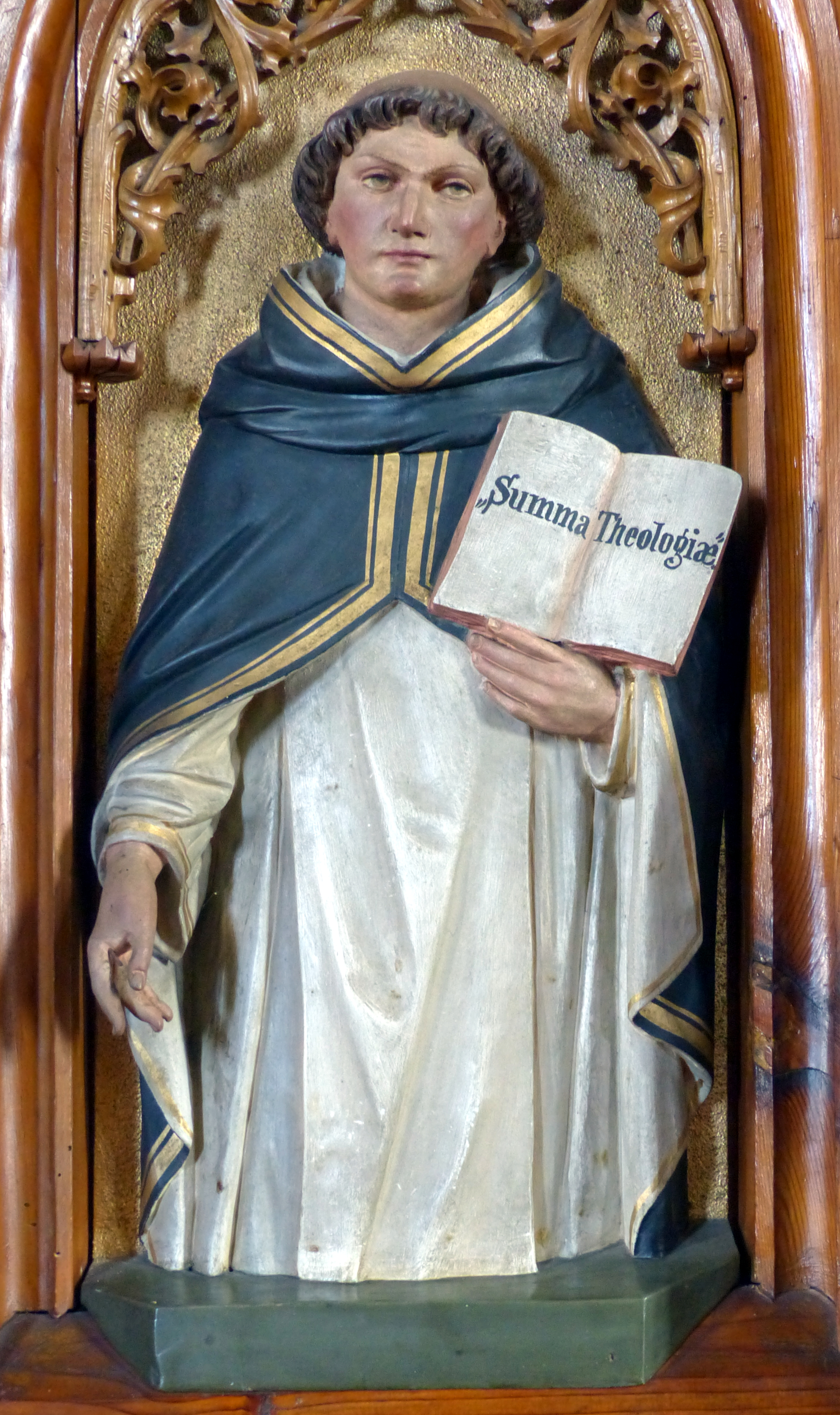
Santo Tomás de Aquino por Josef Keppllinger (1898).

Santo Tomás es considerado como máximo exponente del pensamiento de Aristóteles durante el Medioevo. El ente (ens) es el punto de partida de su pensamiento. Umberto Eco expresa que "Tomás no aristoteliza el cristianismo, sino que cristianiza a Aristóteles".
El Doctor Angélico comienza su ciencia en el ente, que se define como «lo que es». Ahí introduce una innovadora distinción entre essentia (esencia) y esse o actus essendi (acto de ser). Ya que podemos actualizar interiormente (pensar) la esencia de un sujeto (su figura, sus límites), independientemente de que él exista -de que tenga realidad propia, contenido propio-, entonces hay que concluir que ambos, esencia y acto de ser, son principios diferentes. Tomás asocia la esencia, por ser limitación, con la potencia aristotélica, y la existencia, por ser perfección, con el acto. En esta independencia de la existencia respecto a la esencia radica la cuestión de la contingencia de los objetos. Dios, en cambio, es plenamente subsistente o no-contingente. En Él la existencia se encuentra en su esencia o esencia y existencia están implicadas. "Yo soy el que soy" es la manera bíblica de expresar un ser que se define como el ser propio y absoluto, que es por esencia, el Ser.[cita requerida]

### Filosofía del conocimiento
La epistemología de santo Tomás es un desarrollo ulterior de la defendida por Aristóteles. Para ambos el entendimiento toma la forma genérica y substancial de los objetos del exterior (percibida a través de los individuos, plenamente reconocidos por la intencionalidad del esciente) y la abstrae, dando lugar a la especie o universal en acto. En ello radica la diferencia cognoscitiva entre hombre y animal, ya que el universal es un elemento indispensable para toda ciencia, que solo puede alcanzar el hombre.
Aquino defendió lo que hoy se conoce como la "teoría correspondentista de la verdad", donde "lo verdadero significa exactamente lo mismo que el ser". Así, para Tomás de Aquino, la verdad del intelecto humano se basa en la verdad de las cosas (verdad ontológica). Por eso el ente es ser inteligible. Escribió una reformulación de la opinión de Aristóteles en su Suma teológica como adecuación del entendimiento con la cosa (Adaequatio rei et intellectus), lo que se ha llamado impropiamente verdad lógica que hoy llamaríamos verdad semántica o verdad epistemológica.
La novedad de Tomás en este tema reside en su respuesta al problema de los universales. Dicho problema, mencionado primeramente por Porfirio en su Isagoge, analiza el modo de ser del universal. Ya que esta cuestión es de capital importancia antropológica (Está visto arriba), directa o indirectamente las grandes figuras intelectuales de la Edad Media como Agustín de Hipona, Escoto Eriúgena, Anselmo de Canterbury, Pedro Abelardo o Sigerio de Brabante tomaron postura en la polémica. Tomás adoptó la posición llamada realismo moderado y dio la siguiente solución, destacando tres estados reales del universal:
- Ante rem (Anteriores a la cosa): En la mente de Dios, por ser Creador del mismo, como arquetipo de los entes de la realidad material.
- In re (En la cosa): Como estructura que conforma la especie de un objeto singular. Está mezclado con la materia, por lo que, como tal, en el aspecto sensitivo es potencial e imperceptible.
- Post Rem (Posteriores a la cosa): Como conceptos lógicos, abstraídos de los entes reales materiales y, necesariamente por lo dicho arriba, inmateriales.

Tomás de Aquino creía "para conocer una verdad, de cualquier orden que sea, el hombre necesita de un auxilio divino mediante el cual el entendimiento sea impulsado a su propio acto". Sin embargo, creía que los seres humanos tienen la capacidad natural de conocer muchas cosas sin una revelación divina especial, aunque tal revelación ocurre de vez en cuando, "sobre todo de las que se refieren a la fe". Pero esta es la luz que Dios le da al hombre según la naturaleza del hombre: "cada forma comunicada por Dios a las criaturas tiene eficacia respecto de un acto determinado, del que es capaz por su propia naturaleza; pero su acción no puede ir más allá a no ser en virtud de una forma sobreañadida, como el agua no puede comunicar calor si no ha sido previamente calentada por el fuego. Así, pues, el entendimiento humano tiene una forma determinada, que es su misma luz intelectual, de por sí suficiente para conocer algunas cosas inteligibles, aquellas que alcanzamos a través de lo sensible". Por lo tanto, comprendemos la esencia, quididad, naturaleza o forma de un objeto espiritualmente por un órgano como el ojo, la cual forma una especie inteligible en la memoria al quitar las propiedades que le son accidentales, creándose una "palabra interior" o "concepto" de dicho objeto.

### Filosofía moral

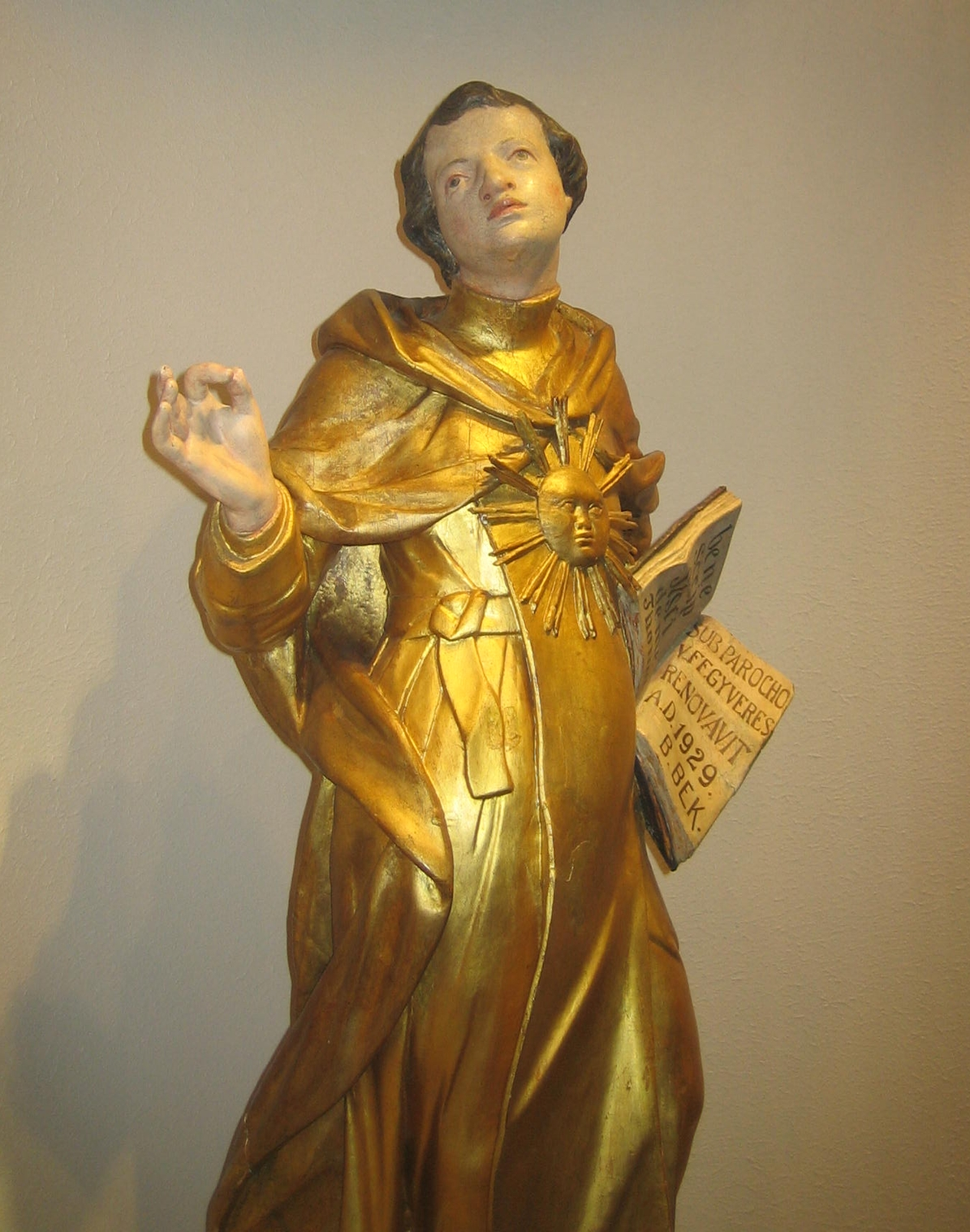
Escultura de Santo Tomás del siglo.

Tomás de Aquino tuvo uno de los sistemas éticos mejor desarrollados, tratando temas como la axiología, las pasiones, teoría de la virtud, ética normativa, ética aplicada, derecho y gracia. Tomás argumentó que así como el primer principio de demostración evidente es el principio de no contradicción, el principio de la razón práctica es la noción de bien (Bonum), y se formula así: «el bien es lo que todos apetecen».
Para Tomás, la ley es «una prescripción de la razón, en orden al bien común (bonum commune), promulgada por aquel que tiene el cuidado de la comunidad». Distingue cuatro tipos de leyes:
1. la ley divina, que son todos los mandamientos divinos y solo se puede conocer por medio de la revelación;[40]
2. La ley eterna, que es «la razón de la divina sabiduría en cuanto dirige todos los actos y movimientos»;[41]
3. la ley humana, que consiste en todas las reglas aprobadas por los sistemas legales[42] instituidas para que «se modere la audacia humana, quede protegida la inocencia en medio de los malvados y se refrene en éstos»;[43]
4. y por último la ley natural, que es «la participación de la ley eterna en la criatura racional»,[41] un conjunto de principios morales básicos enraizados en la naturaleza que se pueden conocer mediante la razón.[42] De esta viene la noción de bien.[38]

Este último precepto de la ley natural prescribe hacer y perseguir lo que la razón sabe que es bueno evitando el mal. La razón sabe lo que es objetivamente bueno porque el bien es naturalmente benéfico y el mal es lo contrario. Para explicar los bienes que son naturalmente evidentes, Tomás de Aquino los divide en tres categorías: bienes sustanciales de autopreservación deseados por todos; los bienes comunes tanto a los animales como a los humanos, como la procreación y educación de la descendencia; y bienes propios de los seres racionales e intelectuales, como vivir en comunidad y buscar la verdad sobre Dios. Querer tales bienes naturales para uno mismo y para los demás es amar. En consecuencia, Santo Tomás de Aquino afirma que el precepto del amor que obliga a amar a Dios y al prójimo son "los preceptos primeros y universales de la ley natural, de suyo evidentes a la razón, o por la naturaleza, o por la fe; y así los preceptos del decálogo se reducen a ellos como conclusiones a sus principios”.
La moral de Aquino está basada en este último principio que tomó del pensamiento estoico. La ley moral forma parte de la ley natural y "por lo tanto sus contenidos son evidentes y al alcance de cualquier ser racional". La moral se basa en la naturaleza humana, cuyos preceptos son "universales e inmutables". Seguidor de la ética de las virtudes, Tomás escribió en su Summa theologiae:

La virtud designa una perfección de la potencia. Ahora bien, la perfección de cada cosa se entiende principalmente en orden a su propio fin. Siendo, pues, el fin de la potencia su propio acto, la potencia será perfecta en cuanto que se determine a su propio acto.
Suma teológica, Parte I-II, Cuestión 55, Artículo 1

Tomás enfatizó que "se dice que la sindéresis es ley de nuestro entendimiento, porque es un hábito que contiene los preceptos de la ley natural que son principios primeros del obrar humano". Según Tomás:

"[...] todos los seres se sienten naturalmente inclinados a realizar las operaciones que les corresponden en consonancia con su forma; por ejemplo, el fuego se inclina por naturaleza a calentar. Y como la forma propia del hombre es el alma racional, todo hombre se siente naturalmente inclinado a obrar de acuerdo con la razón. Y esto es obrar virtuosamente. Por consiguiente, así considerados, todos los actos de las virtudes caen bajo la ley natural, puesto que a cada uno la propia razón le impulsa por naturaleza a obrar virtuosamente. Si, en cambio, consideramos los actos virtuosos en sí mismos o según su especie, no todos ellos son de ley natural. Porque hay muchas acciones virtuosas que no responden de manera inmediata a una inclinación natural, sino que son el resultado del proceso racional por el que los hombres buscan lo más útil para vivir bien"
Suma teológica, Parte I-II, Cuestión 55, Artículo 3

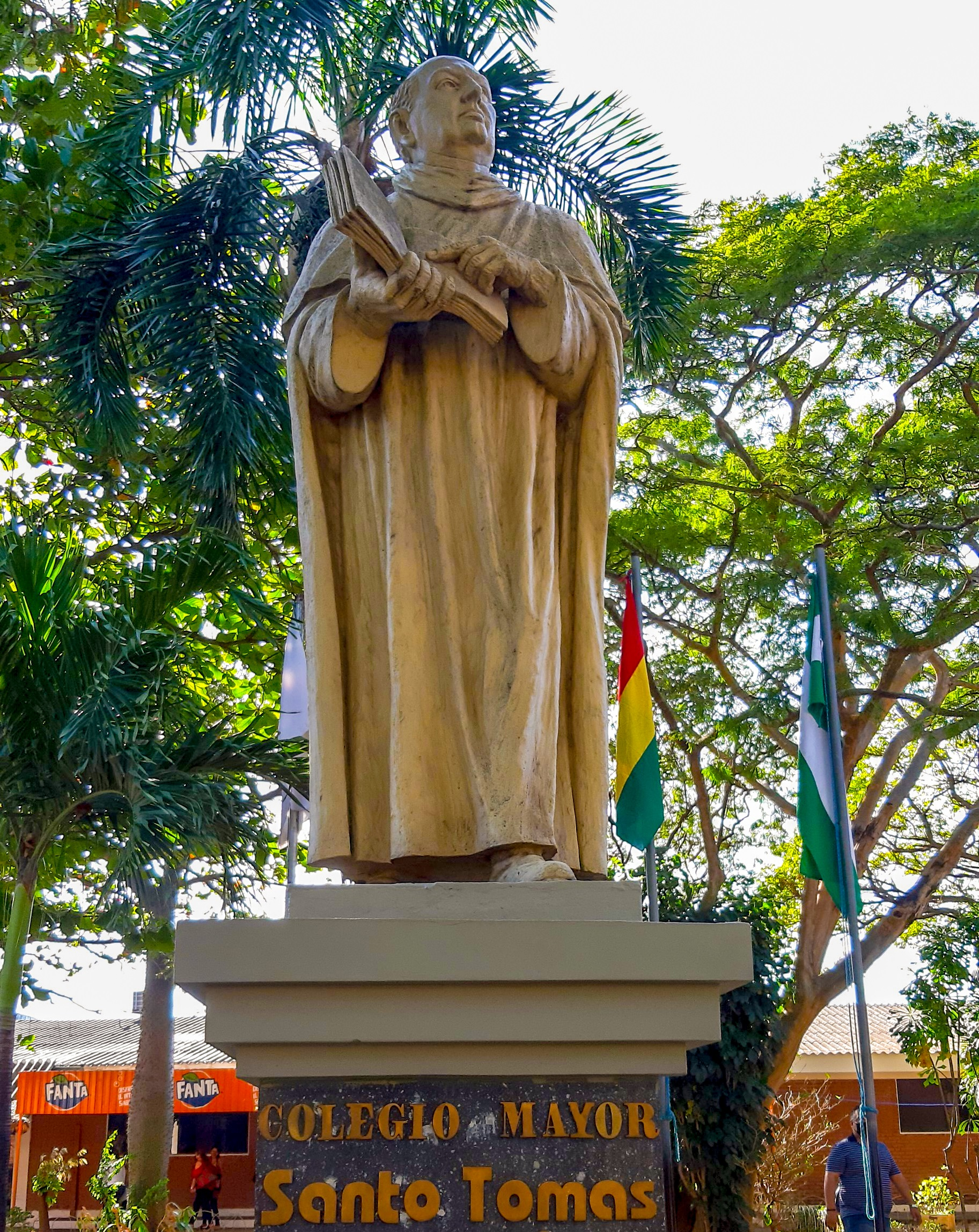
Monumento a Santo Tomás de Aquino en Santa Cruz, Bolivia.

La ley natural y humana no es suficiente por sí sola. La necesidad de que la conducta humana sea dirigida hizo necesario tener ley divina revelada en las Escrituras. Tomás cita: "el Apóstol dice en Heb 7,12: Mudado el sacerdocio, por fuerza ha de mudarse también la ley. Más el sacerdocio, según se dice en el mismo lugar (v.11s), es doble, a saber, el sacerdocio levítico y el sacerdocio de Cristo. Luego también es doble la ley divina: la antigua y la nueva".
Tomás fundamentó la justicia legal en la ley eterna y, a la justicia particular que Aristóteles llamaba "justicia correctiva". Al igual que Aristóteles, para Aquino cada ser actúa por un fin y el ser humano tiene un fin último. El fin último del hombre es el bien de su especie, su plenitud-perfección, alcanzar la felicidad, la cual es imperfecta. Para obtenerla debe responderse a su naturaleza, a su forma humana, y que el ser humano entiende a Dios, Sumo Bien, por el dictamen de su intelecto es como llega al bien (del cual da Dios razón) de las cosas. Ya que todo ente tiene una forma, con sus límites y medidas, según esas leyes de naturaleza, el hombre alcanza su bien, su virtud. A ello se le llamaría ley natural, que son verdades necesarias que refleja Dios. Luego todos los seres humanos desean la unión contemplativa con Dios y solo la felicidad humana en el cielo es perfecta.
Tomás de Aquino recoge las virtudes aristotélicas cuya realización está en el justo medio. Esto se ve corroborado, profundizado y trascendido por la revelación cristiana. Según ésta, el compendio de la ética es el amor al prójimo, que es querer el bien de todo hombre. Las virtudes cardinales de Santo Tomás son la prudencia, la justicia, la templanza y la fortaleza; y las virtudes teologales son la fe, la esperanza y la caridad. De todas ellas la más importantes es la caridad (véase también los Frutos del Espíritu Santo).

Pero en el orden de perfección, la caridad precede a la fe y a la esperanza, porque tanto la fe como la esperanza están informadas por la caridad y de ella reciben la perfección de virtud. Pues de este modo la caridad es madre y raíz de todas las virtudes, en cuanto que es forma de todas ellas, según se dirá posteriormente.
Suma teológica, Parte I-II, Cuestión 62, Artículo 4

Tomás también recoge unos bienes humanos (bona humana) básicos, los cuales incluye la preservación de la vida, la procreación, la vida social, el conocimiento y la conducta racional. Esta lista ha sido expandida por filósofos posteriores como Germain Grisez y John Finnis.
Al igual que John Stuart Mill, Tomás señaló que el bien conduce a acciones que son placenteras, característica necesaria para la felicidad. También diferenció entre el placer intelectual, que es bueno per se; y el corporal, que es natural y algunos tipos del cual pueden ser malos pero que no es malo per se. Por ejemplo, el placer sexual es natural y bueno dentro del matrimonio. Incluso un pecado venial que no sea inconsistente con la razón no es necesariamente malo:

Mas de esto no se sigue malicia moral, como tampoco el sueño en el que está ligado el uso de la razón es moralmente malo si se ha entregado uno a él conforme a la razón, porque también es propio de la misma razón el que a veces se interrumpa su uso. Decimos, sin embargo, que esta ligadura de la razón por el deleite en el acto conyugal, aunque no implique malicia moral, porque no es pecado mortal ni venial, proviene, no obstante, de cierta malicia moral, esto es, del pecado de nuestro primer padre, pues esto no se daba en el estado de inocencia, como consta de lo que ya se ha dicho.
Suma teológica, Parte I-II, Cuestión 34, Artículo 1

No obstante, Tomás considera algunos pecados como naturalmente malos y nunca lícitos, como la mentira. Tomás distingue tres tipos de mentiras: la útil, la humorística y la maliciosa. Las mentiras útiles y humorísticas son pecados veniales, mientras que la mentira maliciosa es pecado mortal. Siguiendo a Aristóteles y San Agustín, el Aquinate declara que:

Pero no se debe usar de un medio desordenado e ilícito para impedir el daño y faltas de los demás; lo mismo que no es lícito robar para dar limosna (a no ser en caso de necesidad, en que todo es común). [...] Se puede, no obstante, ocultar prudentemente la verdad con cierto disimulo [...]
Suma teológica, Parte II-II, Cuestión 110, Artículo 3

Respecto a los animales Tomás se refiere como tontos y que el orden natural ha declarado animales para uso del hombre. Tomás negó que los seres humanos tengan algún deber de caridad con los animales porque no son personas. De lo contrario, sería ilegal matarlos para comer. Pero los humanos aún deberían ser caritativos con ellos, ya que "los hábitos crueles podrían trasladarse a nuestro trato con los seres humanos".
La ética de Aquino fue criticada por Juan Duns Escoto. Él mantuvo que muchas de las llamadas verdades morales inmutables que señala Aquino son contingentes y dependen de la voluntad de Dios, luego la razón y la revelación no coinciden tanto como Tomás creía. Guillermo de Ockham también rechazó la ley natural de Aquino como base ética sosteniendo que depende enteramente del mandato divino. Immanuel Kant criticó la concepción del bien como base ética de Aquino al no poder formular leyes y juicios morales universales, afirmando así el deber como base moral (deontología) y que la ley moral viene dada desde dentro del propio individuo (Ver: Ética kantiana).

### Objetivo de la vida humana
Tomás, siguiendo a Aristóteles, explica que el bien universal (sumo bono) no se encuentra en las riquezas ni el poder, pero discrepando con él y de Averroes, afirmó que tampoco puede identificarse con el estudio ni el conocimiento filosófico de Dios. Tomás identificó la meta de la existencia humana como la unión y la comunión eterna con Dios. Este fin es imposible de alcanzar naturalmente. Solo se logra a través de la visión beatífica, en la que una persona experimenta una felicidad perfecta e interminable al ver la esencia de Dios. La visión ocurre después de la muerte como un regalo de Dios para aquellos que en vida experimentaron la salvación y la redención a través de Cristo.
La meta de la unión con Dios tiene implicaciones para la vida del individuo en la tierra. Tomás afirmó que la voluntad de un individuo debe estar ordenada hacia las cosas correctas, como la caridad, la paz y la santidad. Él vio esta orientación como también el camino a la felicidad. De hecho, Tomás ordenó su tratamiento de la vida moral en torno a la idea de felicidad. La relación entre voluntad y fin es de carácter antecedente "porque la rectitud de la voluntad consiste en estar debidamente ordenada al fin último [es decir, la visión beatífica]". Aquellos que verdaderamente buscan comprender y ver a Dios necesariamente amarán lo que Dios ama. Tal amor requiere moralidad y da frutos en las elecciones humanas cotidianas.

### Política

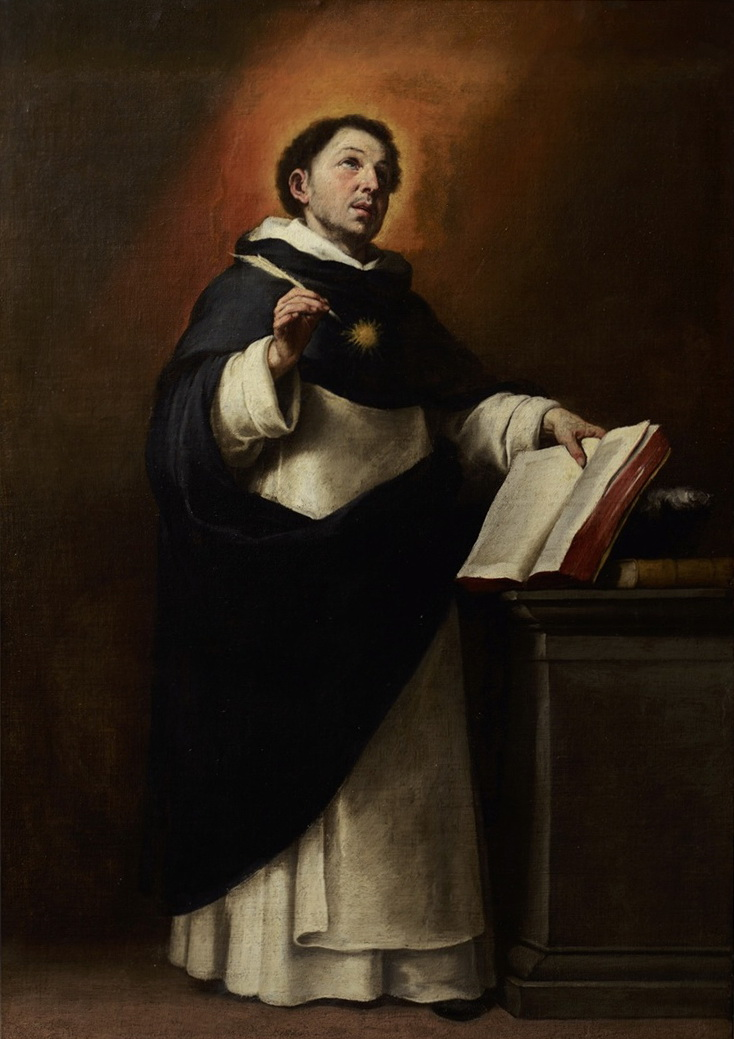
Santo Tomás de Aquino de Murillo (1650).

La visión política del Aquinate, expresada en su obra De Regimine Principum ad Regem Cypri, es una extensión de su filosofía moral en cuanto a la responsabilidad y autoridad en una comunidad. Tomás trata de explicar la ley humana, que varía dependiendo de las circunstancias con base en la ley natural. A diferencia de algunos filósofos políticos, Tomás sostiene que la autoridad humana es la consecuencia lógica del fin natural del ser humano como animal racional y social. "Como la vida humana digna es la que se conforma por la virtud, el fin de la sociedad civil es la vida virtuosa". Con respecto a la ley humana, Tomás concluye:

(A)sí como en el orden especulativo partimos de los principios indemostrables naturalmente conocidos para obtener las conclusiones de las diversas ciencias, cuyo conocimiento no nos es innato, sino que lo adquirimos mediante la industria de la razón, así también, en el orden práctico, la razón humana ha de partir de los preceptos de la ley natural como de principios generales e indemostrables, para llegar a sentar disposiciones más particularizadas. Y estas disposiciones particulares descubiertas por la razón humana reciben el nombre de leyes humanas [...]
Suma teológica, Parte II-II, Cuestión 91, Artículo 3

La ley humana es ley positiva: la ley natural aplicada por los gobiernos a las sociedades. En consecuencia, la ley positiva, si es contraria a la ley natural, es injusta pues atenta contra el bien del hombre. De este modo, la ley natural expresa la libertad del hombre y exige una ordenación racional de su conducta. Esto explica que, para Tomás de Aquino, la peor forma de gobierno es la tiranía. La distinción entre un buen hombre y un buen ciudadano sirvió para el desarrollo de la esfera de la autonomía individual en la que el Estado no podía interferir de la teoría libertaria, pero Tomás no es todavía un pensador moderno, pues el gobernante no posee el poder absoluto, sino que está subordinado a la Iglesia.
Tomás distinguió dos tipos de sometimiento: Uno servil, por el que el señor usa de sus súbditos para su propio provecho (introducido después del pecado); y otro, económico o civil, por el que el señor emplea a sus súbditos para la utilidad y bienestar de los mismos. Este último habría existido también antes de darse el pecado, ya que no habría organización en la sociedad humana si unos no fueran gobernados por otros más sabios.
En contra el derecho divino de los reyes Tomás consideraba la posibilidad de deposición del rey, e incluso del regicidio como tiranicidio cuando el rey era un usurpador, y por tanto no un verdadero rey, pero prohibía, como hacía la Iglesia, que ningún rey legítimo fuera depuesto por sus súbditos. El único poder en la tierra capaz de deponer a un rey era el Papa, como vicario de Cristo.
Aquino piensa que un gobierno justo es aquel que se rige por el bien común, siendo la mejor forma de gobierno para las sociedades corrompidas, faltas de virtud y de sabiduría una monarquía mixta entre la aristocracia y la democracia para evitar que un rey se convierta en un tiranía, descrito tanto en la Biblia como en la Política de Aristóteles. Para el Doctor Angélico, la república es la mejor forma de gobierno entre personas sabias y virtuosas, pues permite ascender según el mérito.

Y en cuanto a esto más excelente es el dominio Real. [...] Los ciudadanos Romanos algún tiempo vivieron debajo del gobierno de los Reyes, desde Rómulo hasta Tarquino el Soberbio, que fueron doscientos sesenta y cuatro años, como lo dicen las historias, y también los Atenienses después de la muerte del Rey Codro se gobernaron por Magistrados; porque están debajo del mismo clima de los Romanos, los cuales, considerando que su Reino por las causas dichas era más a propósito para el gobierno político, lo gobernaron con él hasta el tiempo de Julio César debajo de la potestad de los Cónsules, Dictadores y Tribunos, por tiempo de cuatrocientos y cuarenta y cuatro años, en los cuales con este modo de gobierno, como arriba dijimos, tuvo grandes aumentos la República. Y con esto habremos mostrado en qué razón el gobierno político se debe preferir al Real, y el Real al despótico.
Opúsculo sobre el gobierno de los príncipes, Libro II, Capítulo IX.

Tomás también contribuyó al pensamiento económico como un aspecto de la ética y la justicia. Se ocupó del concepto de precio justo, normalmente su precio de mercado o un precio regulado suficiente para cubrir los costes de producción del vendedor. Argumentó que era inmoral que los vendedores subieran sus precios simplemente porque los compradores necesitaban un producto con urgencia.

#### Pena de muerte
En la Summa Contra Gentiles, libro 3, capítulo 146, Tomás permitió la pena de muerte judicial basado en pasajes bíblicos. Declaró que:

Luego los hombres que están al frente de los demás no pecan al remunerar a los buenos y castigar a los malos.

[...] Mas para conservar la concordia entre los hombres es necesario imponer penas a los malos. Por consiguiente, castigar a los malos no es esencialmente malo. 
El bien común es mejor que el bien particular de uno. En consecuencia el bien particular de uno solo ha de sacrificarse para conservar el bien común. Pero la vida de algunos hombres perniciosos impiden el bien común, que es la concordia de la sociedad humana. Luego tales hombres han de ser apartados de la sociedad humana mediante la muerte. 
Así como el médico intenta con su actuación procurar la salud, que consiste en la concordia ordenada de los humores, así el jefe de da ciudad intenta con su actuación la paz, que consiste en la concordia ordenada de los ciudadanos. Pero el médico corta justa y útilmente el miembro pútrido si éste amenaza corromper al cuerpo. Según esto, justamente y sin pecado mata el jefe de la ciudad a los hombres perniciosos para que la paz de la misma no se altere.
[...]
Y el que los malos puedan enmendarse mientras viven no es obstáculo para que se les pueda dar muerte justamente, porque el peligro que amenaza con su vida es mayor y más cierto que el bien que se espera de su enmienda. Además los malos tienen en el momento mismo de la muerte poder para convertirse a Dios por la penitencia.

Sin embargo, en la misma discusión declaró:

"[L]a muerte que procede de la ira está prohibida pero no la que obedece al celo 
por la justicia. [...] Por consiguiente se prohíbe la muerte de los malos allí donde no puede hacerse sin peligro de lo buenos".

La herejía, el robo, la falsificación, el fraude y otros delitos similares también son delitos capitales. El punto de Tomás parece ser que la gravedad de esta ofensa, que afecta no solo a los bienes materiales sino también a los bienes espirituales de los demás, es al menos la misma que la falsificación. La sugerencia de Tomás exige específicamente que los herejes sean entregados a un "tribunal secular" en lugar de a la autoridad magisterial. Que Tomás dice específicamente que los herejes merecen la muerte se relaciona con su teología, según la cual todos los pecadores no tienen ningún derecho intrínseco a la vida ("Porque la paga del pecado es muerte: mas la dádiva de Dios es vida eterna en Cristo Jesús Señor nuestro").

#### Guerra justa
Santo Tomás de Aquino, basándose en San Agustín, escribe al referirse a la guerra justa: "Para que la guerra sea justa, se requieren tres condiciones.
- Primera parte de la obra: la autoridad del príncipe bajo cuyo mandato se hace la guerra. No incumbe a la persona particular declarar la guerra, porque puede hacer valer su derecho ante tribunal superior; además, la persona particular tampoco tiene competencia para convocar a la colectividad, cosa necesaria para hacer la guerra. Ahora bien, dado que el cuidado de la república ha sido encomendado a los príncipes, a ellos compete defender el bien público de la ciudad, del reino o de la provincia sometidos a su autoridad. Pues bien, del mismo modo que la defienden lícitamente con la espada material contra los perturbadores internos, castigando a los malhechores, a tenor de las palabras del Apóstol: «No en vano lleva la espada, pues es un servidor de Dios para hacer justicia y castigar al que obra mal» (Rm 13,4), le incumbe también defender el bien público con la espada de la guerra contra los enemigos externos. Por eso se recomienda a los príncipes: «Librad al pobre y sacad al desvalido de las manos del pecador» (Ps 81,41), y San Agustín, por su parte, en el libro Contra Faust. enseña: «El orden natural, acomodado a la paz de los mortales, postula que la autoridad y la deliberación de aceptar la guerra pertenezca al príncipe»[76]
- Segunda: Se requiere causa justa. Es decir, que quienes son atacados lo merezcan por alguna causa. Por eso escribe también San Agustín en el libro Quaest: «Suelen llamarse guerras justas las que vengan las injurias; por ejemplo, si ha habido lugar para castigar al pueblo o a la ciudad que descuida castigar el atropello cometido por los suyos o restituir lo que ha sido injustamente robado»[77]
- Tercera: Se requiere, finalmente, que sea recta la intención de los contendientes; es decir, una intención encaminada a promover el bien o a evitar el mal. Por eso escribe igualmente San Agustín en el libro De verbis Dom.: "Entre los verdaderos adoradores de Dios, las mismas guerras son pacíficas, pues se promueven no por codicia o crueldad, sino por deseo de paz, para frenar a los malos y favorecer a los buenos". Puede, sin embargo, acontecer que, siendo legítima la autoridad de quien declara la guerra y justa también la causa, resulte, no obstante, ilícita por la mala intención. San Agustín escribe en el libro Contra Faust.: «En efecto, el deseo de dañar, la crueldad de vengarse, el ánimo inaplacado e implacable, la ferocidad en la lucha, la pasión de dominar y otras cosas semejantes, son, en justicia, vituperables en las guerras»[78]

#### Servidumbre y matrimonio
Tomás de Aquino siguió el pensamiento aristotélica de una escala natural de entes que le daba autoridad a algunos hombres sobre otros. Tanto Aristóteles como Tomás aprueban la utilidad una servidumbre natural en base de la inteligencia de los hombres, siendo incluso lícito que un amo golpeara a su siervo, aunque sería mejor que fuera misericordioso con él. 

Por tanto, todos los seres humanos que se diferencian de los demás tanto como el alma del cuerpo, y como los hombres de los animales irracionales, son, por la eminencia de la razón en ellos y la deficiencia de los demás, por naturaleza dueños de los demás. Al respecto, Salomón también dice en Proverbios 11:29: "El necio servirá al sabio". (Comentario 1.3.10).

El hijo, en cuanto hijo, es algo del padre; e igualmente, el siervo, en cuanto siervo, es algo del señor. Sin embargo, ambos, en la medida en que son considerados como unos hombres, son algo subsistente por sí mismo, diferente de los demás. Y por eso, en cuanto los dos son hombres, de alguna manera existe la justicia para éstos, y de ahí que se den también ciertas leyes sobre las cosas que son propias del padre para el hijo o del señor para el siervo. Pero, en cuanto uno y otro son algo del otro, según esto, falta aquí la perfecta razón de derecho o de lo justo.

Nada es tan repugnante a la naturaleza humana como la esclavitud; y, por lo tanto, no hay mayor sacrificio (excepto el de la vida), que un hombre puede hacer por otro, que entregarse a la servidumbre por el bien de ese otro.

Con respecto al matrimonio, la esposa en este tipo de servidumbre goza más estatus que los siervos. Tomás estuvo de acuerdo con la visión aristotélica de la mujer. Mantuvo posturas patriarcales donde el padre "en términos absolutos" debe ser más amado que la madre porque es "principio de modo más excelente que la madre, por serlo como principio activo, y la madre lo es como principio pasivo y material". En la Summa Theologiae escribe:

La esposa, en cambio, a pesar de ser algo del marido, [...] se distingue más del esposo que el hijo del padre o el siervo del señor, puesto que es tomada para cierta vida social del matrimonio. [...] Ahora bien: ya que en el varón y la mujer existe una relación inmediata a la sociedad doméstica, según se señala en I Pol., de ahí que entre ellos no se dé tampoco lo justo político en sentido absoluto, sino más bien un derecho doméstico.

### Economía

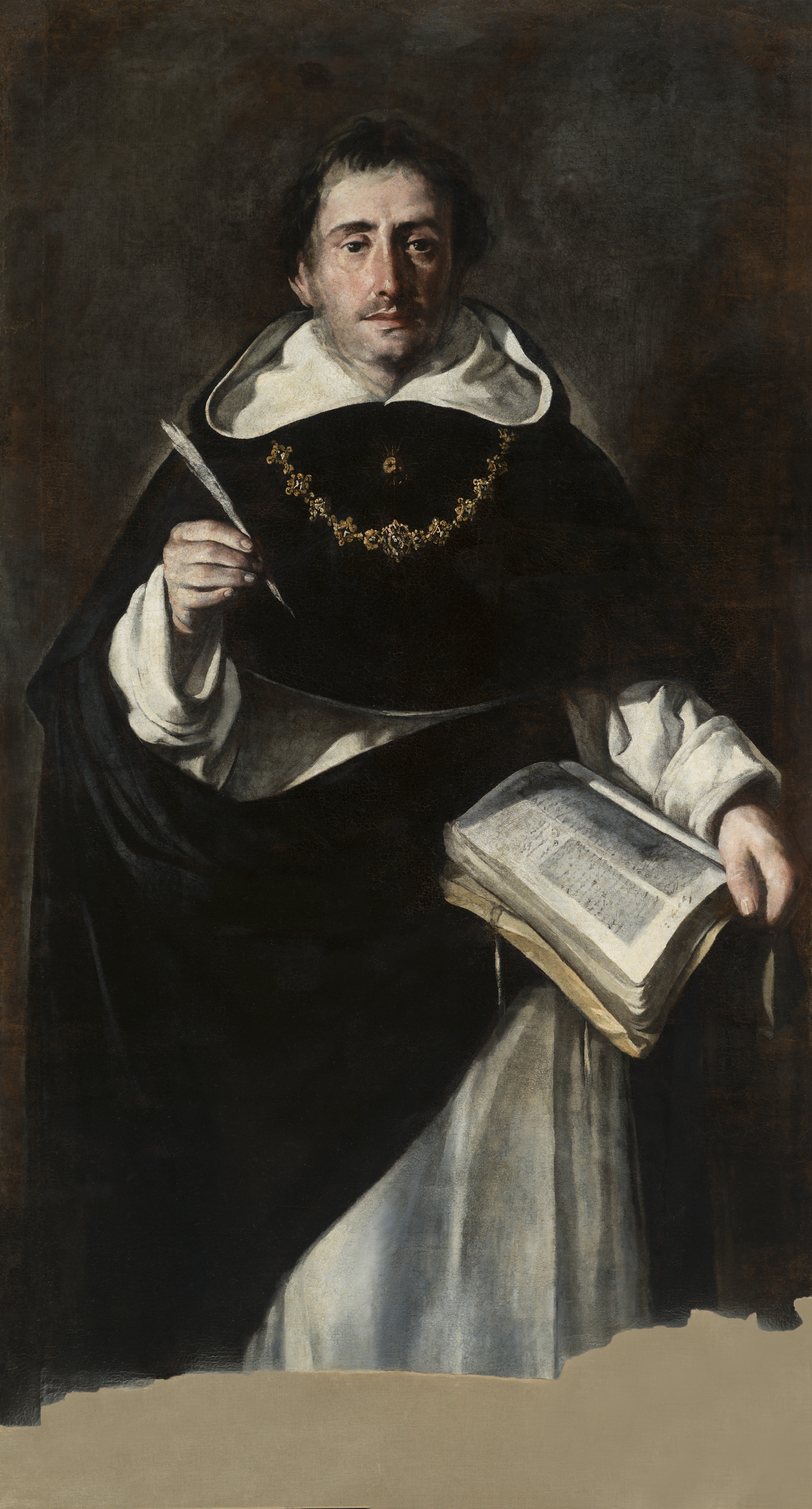
Santo Tomás de Aquino por Antonio del Castillo y Saavedra.

Tomás de Aquino abordó la mayoría de las cuestiones económicas dentro del marco de la justicia, que según él era la más alta de las virtudes morales. Dice que la justicia es "un hábito por el cual el hombre da a cada uno lo que le corresponde con una voluntad constante y perpetua". Argumentó que este concepto de justicia tiene sus raíces en la ley natural. Joseph Alois Schumpeter, en su Historia del Análisis Económico, concluyó que "todas las cuestiones económicas juntas le importan menos que el más mínimo punto de la doctrina teológica o filosófica, y es sólo cuando los fenómenos económicos plantean cuestiones de teología moral que él las toca en absoluto".
Los puntos de vista occidentales modernos sobre el capitalismo, la explotación laboral, el salario digno, la especulación de precios, los monopolios, las prácticas comerciales justas y los precios predatorios, entre otras cosas, son restos de la inculcación de la interpretación de Tomás de Aquino de la ley moral natural.

#### Precio justo
Tomás de Aquino distinguió el precio justo, o natural, de un bien del precio que manipula a otra parte. Él determina el precio justo a partir de una serie de cosas. En primer lugar, el precio justo debe ser relativo al valor del bien. Tomás sostenía que el precio de un bien mide su calidad: "la calidad de una cosa que entra en uso humano se mide por el precio que se le da". El precio de un bien, medido por su valor, está determinado por su utilidad para el hombre. Este valor es subjetivo porque cada bien tiene un nivel diferente de utilidad para cada hombre. El precio debe reflejar el valor actual de un bien de acuerdo con su utilidad para el hombre: "El oro y la plata son costosos no solo por la utilidad de los vasos y otras cosas semejantes hechas con ellos, sino también por la excelencia y pureza de su sustancia".  La discusión sobre el precio justo ve que debe haber un entendimiento de lo que es justo para ambas partes de las partes. Ninguno de los dos debería explotar la circunstancia de los demás. Se considera que el precio justo debe dar cuenta de las estatuas relativas de una persona en vida. Alguien de menos recursos tendría una obligación diferente en comparación con alguien que está en una posición acomodada: "La necesidad está subjetivizada por la preocupación del comprador y del vendedor en sus respectivas condiciones durante la transacción".

#### Usura
El Segundo Concilio de Letrán calificó la práctica de prestar dinero como "detestable y vergonzosa... la insaciable rapacidad de los prestamistas, prohibida tanto por las leyes divinas como por las humanas en todo el Antiguo y Nuevo Testamento, la condenamos y la separamos de la consolación eclesiástica". El Quinto Concilio de Letrán definió la usura como "cuando, por su uso, una cosa que no produce nada se aplica a la adquisición de ganancias y beneficios sin ningún trabajo, ningún gasto o ningún riesgo".
Tomás de Aquino también escribió extensamente sobre la usura, es decir, el préstamo de dinero con interés, y condenó su práctica:

Utilizar el fraude para vender algo en más del precio justo es absolutamente un pecado, por cuanto se engaña al prójimo en perjuicio suyo [...] Por tanto, vender una cosa más cara o comprarla más barata de lo que realmente vale es en sí injusto e ilícito.
Suma teológica, Parte II-II, Cuestión 77, Artículo 1

El dinero, y otros bienes similares, se consumen solo cuando se usan. Cobrar una prima por el dinero prestado es un cargo por algo más que el uso del bien. Así, Tomás de Aquino concluyó que el prestamista está cobrando por algo que no es suyo, en otras palabras, no está rindiendo a cada uno lo que le corresponde.

Recibir interés por un préstamo monetario es injusto en sí mismo, porque implica la venta de lo que no existe, con lo que manifiestamente se produce una desigualdad que es contraria a la justicia. Para su evidencia, debe recordarse que hay ciertos objetos cuyo uso consiste en su propia consumición; así consumimos el vino utilizándolo para la bebida y el trigo al emplearlo para la comida. De ahí que en estos casos no deban computarse separadamente el uso de la cosa y la cosa misma, sino que a todo aquel a quien se concede el uso se le concede también la cosa misma. De ahí que, tratándose de tales objetos, el préstamo transfiere la propiedad de los mismos. Luego si alguien quisiera vender de una parte el vino y de otra el uso del vino, vendería dos veces la misma cosa o vendería lo que no existe; y por esta razón cometería manifiestamente un pecado de injusticia. Por igual motivo comete una injusticia el que presta vino o trigo y exige dos pagos: uno, la restitución del equivalente de la cosa, y otro, el precio de su uso, de donde el nombre de usura.
Suma teológica, Parte II-II, Cuestión 78, Artículo 1

## Teología

### Fe y razón

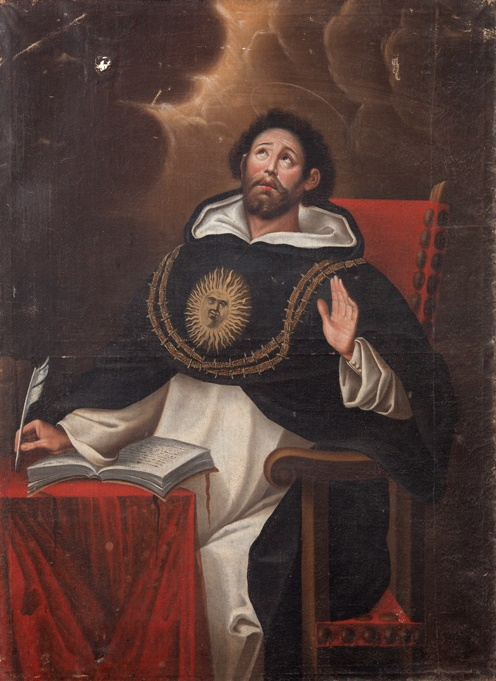
Santo Tomás de Aquino por Luis Muñoz Lafuente (1795).

El pensamiento de Tomás de Aquino parte de la superioridad de las verdades de la teología respecto a las racionales, por la sublimidad de su fuente y de su objeto de estudio: Dios. Aunque señala que la razón es muy limitada para conocer a Dios, ello no impide demostrar que la filosofía sea un modo de alcanzar conocimientos verdaderos. En primer lugar porque no contradice a la teología, así lo dice:

Lo naturalmente innato en la razón es tan verdadero que no hay posibilidad de pensar en su falsedad. Y menos aún es lícito creer falso lo que poseemos por la fe, ya que ha sido confirmado por Dios. Luego como solamente lo falso es contrario a lo verdadero, como claramente prueban sus mismas definiciones, no hay posibilidad de que los principios racionales sean contrarios a la verdad de la fe
Tomás de Aquino (2007, p. 53)

En segundo lugar, porque es la herramienta natural del hombre para conocer el mundo y el Aquinate, como se ha visto, considera imposible pensar en la falsedad de la razón por lo connatural que no es. No obstante, Tomás señala que de llegarse a una contradicción real y no aparente entre una conclusión de fe y otra racional, la errónea es la de razón puesto que Dios es infalible. Un ejemplo de contradicción aparente se encuentra en la cuestión de la Trinidad. Tomás, por razón, señala que "Dios es simple", y, por fe, que es "trino", pero para ser trino (que no triple) hace falta ser uno, es decir simple, por lo que fe y razón no se contradicen, sino que la gracia de la fe supone (acepta) y eleva (perfecciona) la naturaleza, racional en este caso.

Hay dos tipos de ciencias.
1. Unas, como la aritmética, la geometría y similares, que deducen sus conclusiones a partir de principios evidentes por la luz del entendimiento natural.
2. Otras, por su parte, deducen sus conclusiones a partir de principios evidentes, por la luz de una ciencia superior. Así, la perspectiva, que parte de los principios que le proporciona la geometría; o la música, que parte de los que le proporciona la aritmética.

En este último sentido se dice que la doctrina sagrada es ciencia, puesto que saca sus conclusiones a partir de los principios evidentes por la luz de una ciencia superior, esto es, la ciencia de Dios y de los Santos.
Suma teológica, Parte I, Cuestión 1, Artículo 1

Santo Tomás de Aquino distinguía dos tipos de verdad: la verdad natural accesible a la razón, y la verdad revelada por la Revelación divina. Entre las dos se hayan «preámbulos de la fe» (Praeambula fidei), verdades que antes se conocen por la razón que por Dios. Para Tomás, quien intenta probar la fe solo con argumentos "peca indudablemente como el que duda de la fe o el infiel".

### Existencia de Dios
En su obra Suma teológica, Tomás sostiene que la existencia de Dios es demostrable y responde a objeciones hacia su existencia como el problema del mal. El Aquinate sostiene que Dios permitiría que hubiera algún tipo de mal si se sacara un bien, luego "Dios, al causar en las cosas el bien de la armonía del universo, como consecuencia y de forma accidental". Tomás conecta existe el sufrimiento y el mal de naturaleza con la libertad, ya que tales males fueron consecuencia de tal pecado original.

Si el mal existe, Dios existe. Pues no existiría el mal una vez quitado el orden del bien, del cual el mal es privación. Pero este orden no existiría, si no existiera Dios
Summa contra Gentiles - Parte III - Cuestión 71

A pesar del gran optimismo de Tomás respecto a la cognoscibilidad de Dios, este no estaba dispuesto aceptar cualquier vía para demostrar la existencia de Dios. Su realismo aristotélico provocó numerosos enfrentamientos con los agustinistas, y, entre otras cuestiones, con el muy discutido argumento ontológico de San Anselmo. Tomás, muy por delante de las futuras críticas de Hume y Kant, da dos razones para negar la conclusión del argumento. Una radica en la evidencia de la idea de Dios:

Que Dios existe, es ciertamente evidente en sí, porque es su mismo ser, pero con respecto a nosotros, Dios no es evidente. Que el todo sea mayor que las partes es, en sí, absolutamente evidente. Pero no lo es para el que no concibe el todo. Y así sucede con nuestro entendimiento
Tomás de Aquino (2007, p. 60)

Otra radica en la existencia de la idea de Dios:

Y de que concibamos intelectualmente el significado del término "Dios" no se sigue que Dios sea existente sino concebido en el entendimiento. Y en consecuencia, el ser más perfecto que se pueda pensar no es necesario que se dé fuera del entendimiento
Tomás de Aquino (2007, p. 60)

Aquí Tomás distingue "pensar algo como existente" y "pensar algo ya existente", señalando que la existencia que pide Anselmo es necesidad, es un deber-ser meramente intelectual, no existencial. No obstante, Tomás también argumentó que Dios es a lo que se denomina como el fundamento de lo que es, luego la proposición "Dios existe" es necesariamente verdadera, porque en ella el sujeto y el predicado son lo mismo.

Pues si las cosas, entre sí diversas, coinciden en algo, es necesario que haya alguna causa de tal coincidencia, ya que las cosas diversas no coinciden entre sí por sí mismas. Por eso, cuando entre cosas diversas se encuentra algo común, es necesario que este algo tenga alguna causa. [...] Por lo tanto, es necesario que haya un principio del ser por el que tengan ser las cosas, incluso las más diversas, tanto si son invisibles y espirituales como si son visibles y corporales.
Suma teológica, Parte I, Cuestión 65, Artículo 1

#### Cinco Vías

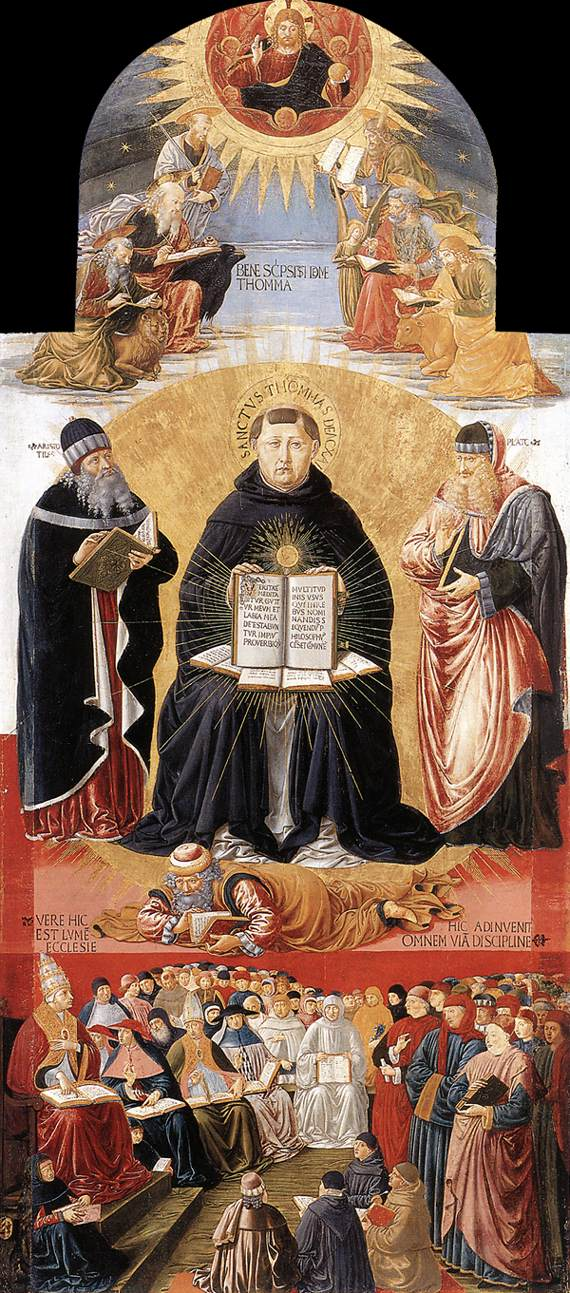
Triunfo de Santo Tomás de Aquino por Benozzo Gozzoli.

La demostración de la existencia de Dios, ofrecida en una formulación sintética a través de las así llamadas "Cinco Vías" (Quinque viae) es un punto breve en la obra de Tomás. No obstante, su exposición es tan completa y sistemática que se ha convertido en el modelo de la filosofía clásica respecto a este punto. Las Vías tomistas son una demostración de la existencia de Dios a posteriori. Las tres primeras Vías se consideran como "argumento cosmológicos" y la última como un "argumento teleológico".
- La Primera Vía se deduce del movimiento de los objetos. Tomás explica mediante la distinción de acto y potencia, que un mismo ente no puede mover y ser movido al momento, luego todo aquello que se mueve lo hace en virtud de otro. Se inicia, pues, una serie de motores, y esta serie no puede llevarse al infinito, porque no habría un primer motor, ni segundo (es decir, no habría comunicación de movimiento) por lo tanto debe haber un Primer Motor Inmóvil que se identifica con Dios, principio de todo.
- La Segunda Vía se deduce de la causa eficiente (pues todo objeto sensible está limitado por la forma, de ahí que no sea eterno y sí causado). Se inicia, por lo tanto, una serie de causas análoga a los motores que termina en una Causa Incausada, identificada con Dios, creador de todo.
- La Tercera Vía se deduce a partir de lo posible. Encontramos que las cosas pueden existir o no, que pueden pensarse como no existentes y por lo tanto son contingentes. Es imposible que las cosas sometidas a la posibilidad de no existir lleven existiendo eternamente pues en algún momento habrían de no existir. Por lo tanto debe haber un Ser Necesario que se identifica con Dios, donde esencia y existencia son una realidad.
- La Cuarta Vía se deduce de la jerarquía de valores de las cosas. Encontramos que las cosas son más o menos bondadosas, nobles o veraces. Y este "más o menos" se dice en cuanto que se aproxima a lo máximo y (ya que los grados inferiores tienen su causa en algo genéricamente más perfecto) lo máximo ha de ser causa de todo lo que pertenece a tal género. La causa de la bondad y la veracidad se identifica con Dios, el Ser máximamente bueno.[105][106]
- La Quinta Vía se deduce a partir del ordenamiento de las cosas. Tomás recuerda cómo los cuerpos naturales, siempre o a menudo, obran intencionadamente con el fin de lo mejor (teleología), muchos incluso sin conocimiento. Llegó a decir, fiel a Aristóteles, que cada ente, como causado, debe tener un orden dado, tanto por razón de su forma (esencia) como de su existencia y, remontándonos en la serie de causas finales, esto solo es posible si hay un Ser supremamente inteligente, que es Dios.

Estas Vías concluyen con "a esto, entonces, es lo que llamamos Dios"; sin embargo, las vías no demuestran la existencia del Dios cristiano por sí solas, pero Tomás cree que es posible inferir sus atributos divinos tras reflexionar sobre la naturaleza de dichas conclusiones. Además, los argumentos en la Summa Theologica no están completos, ya que algunas premisas están suprimidas. La presentación más completa del argumento del motor inmóvil de Aquino se encuentra en la Summa contra Gentiles. Asimismo, la tesis filosófica de la imposibilidad de un cadena infinita de eventos pasados no fue aceptada por Santo Tomás, quien sostuvo "que el mundo no ha existido siempre lo sabemos sólo por la fe y no puede ser demostrado con rigor" al igual que la Santísima Trinidad. Tomás defendió frente a Juan Peckham la posibilidad de que el mundo fuera causado y eterno al mismo tiempo, es decir, con término de ser pero no de movimiento físico, demostrando su cercanía con el pensamiento clásico griego:

Ninguna causa que produce su efecto en forma instantánea, precede necesariamente a su efecto en duración. Pero Dios es una causa que produce a su efecto no por un cambio, sino instantáneamente. Por tanto, no es necesario que preceda en duración a su efecto. [...] Además. Si existe alguna causa, que dada en algún instante no pueda darse su efecto procedente de ella, en el mismo instante, esto no es sino porque a esa causa le falta algún complemento. Porque la causa completa y su efecto son simultáneos. Pero a Dios nunca le falta ningún complemento. Por tanto su efecto siempre puede darse, dado Dios, y así, no es necesario que preceda en duración a su efecto. [...] Así por tanto es claro que no hay ninguna repugnancia para la razón en el hecho de decir que algo es hecho por Dios y que siempre ha existido.
«Sobre la eternidad del mundo».

### Esencia de Dios
Para Tomás, la existencia de Dios es isomórfica con su esencia y, como se ha visto, dejó claro que (debido a su inmensidad) no podemos contemplar a Dios como tal y señaló que la mejor forma de conocer a Dios sería mediante su Revelación directa: la Biblia, especialmente el Nuevo Testamento, la Tradición apostólica y el Magisterio de la Iglesia. Sin embargo, desde el punto de vista estrictamente filosófico, se habría de conocer a Dios no mediante dichas fuentes sino del modo en que está ordenada la razón natural: tomando las cosas sensibles (los efectos) y abstraerse de sus principios (la causa) o fines. Una vez realizado ese proceso se establece qué tienen en común y qué no, es decir, las dos Vías del Conocimiento de Dios:
Vía negativaEl Aquinate afirma en su Summa contra gentiles que en Dios no hay composición, violencia, corporeidad o potencia alguna, no porque le falten dichos rasgos y parezca, así, incompleto, sino porque está por encima de todo límite o posibilidad.
De esta manera, eliminando predicados "negativos" obtenemos una imagen más exacta de Dios. Esto lo llevó a proponer cinco declaraciones sobre las cualidades divinas:
1. Dios es simple, sin composición de partes, como cuerpo y alma, o materia y forma.[110] Tomás de Aquino considera central la doctrina de la simplicidad divina: “Si uno concede la simplicidad de Dios, entonces también tiene que conceder una gran cantidad de otros atributos divinos: inmaterialidad, eternidad, inmutabilidad, no tener potencialidades no realizadas, etc.”[111]
2. Dios es perfecto, no le falta nada. Es decir, Dios se distingue de los demás seres por la plena actualidad de Dios.[112] Tomás definió a Dios como el 'Ipse Actus Essendi subsistens', acto subsistente del ser.[113][114]
3. Dios es infinito. Es decir, Dios no es finito en la forma en que los seres creados están física, intelectual y emocionalmente limitados. Este infinito debe distinguirse del infinito de tamaño y el infinito de número.[115]
4. Dios es inmutable, incapaz de cambiar en los niveles de la esencia y el carácter de Dios.[116]
5. Dios es uno, sin diversificación dentro del yo de Dios. La unidad de Dios es tal que la esencia de Dios es lo mismo que la existencia de Dios.[117]

Vía afirmativaSe trata de predicar las cualidades de todos aquellos atributos de bondad, veracidad y otros valores "positivos" pues Dios es causa en todo cuanto hay de bueno en la tierra, y por lo tanto, como está dicho en la Cuarta Vía, él es la pura Bondad, Verdad, etc.
Este modo de relacionar sujetos entre sí por su parecido, fruto de la proporcionalidad de ciertos predicados es lo que Tomás llama analogía. Aunque es una herramienta definida y empleada como tal por primera vez por Aristóteles, no era sino un aspecto de la sofística sin analizar internamente, de lo cual se ocuparía Tomás. Este distinguió dos clases de analogías:
- De proporcionalidad

Se da en un conjunto de objetos, con distinta naturaleza por la distinta entidad de estos. Es de forma "horizontal" y según el atributo, puede ser propia o metafórica
- De atribución

Se da desde un "primer analogado" activo o un "analogado" pasivo, por lo que es de forma "vertical".
La novedad de Tomás radica no solo en tal distinción sino en emplear este nexo lógico en un campo existencial y sumándole el concepto de "eminencia" (Dios posee el atributo de modo supremo por lo que está absolutamente identificado con tal). La metafísica de Aquino es también platónica, usando el concepto platónico de participación. Santo Tomás, que cita a San Agustín a propósito de las Ideas Divinas, enseña que hay en el Espíritu divino una pluralidad de Ideas (Suma Teológ., 1, 15, 2), rechazando la opinión de Platón de que las Ideas están «fuera» de la Mente divina como causas ejemplares (Suma Teol., 1, 15, 1 ad 1). Explica que no quiere decir que haya en Dios una pluralidad de especies accidentales, sino que Dios, conociendo como conoce perfectamente su Esencia, sabe que es imitable (o participable) por una pluralidad de creaturas.

### Naturaleza de la Trinidad
Tomás argumentó que Dios, aunque está perfectamente unido, también está perfectamente descrito por Tres Personas Interrelacionadas. Estas tres personas (Padre, Hijo y Espíritu Santo) están constituidas por sus relaciones dentro de la esencia de Dios. Tomás escribió que el término "Trinidad" no significa las relaciones en sí mismas de las Personas, sino más bien el número de personas relacionadas entre sí; y por lo tanto, la palabra en sí misma no expresa respeto por el otro. El Padre genera al Hijo (o al Verbo) por la relación de la autoconciencia. Esta generación eterna produce entonces un Espíritu eterno que disfruta de la naturaleza divina como el Amor de Dios, el Amor del Padre por la Palabra.
Esta Trinidad existe independientemente del mundo. Trasciende el mundo creado, pero la Trinidad también decidió dar gracia a los seres humanos. Esto se lleva a cabo mediante la Encarnación del Verbo en la persona de Jesucristo y mediante la morada del Espíritu Santo en aquellos que han experimentado la salvación de Dios; según Aidan Nichols.

### Naturaleza de Jesucristo

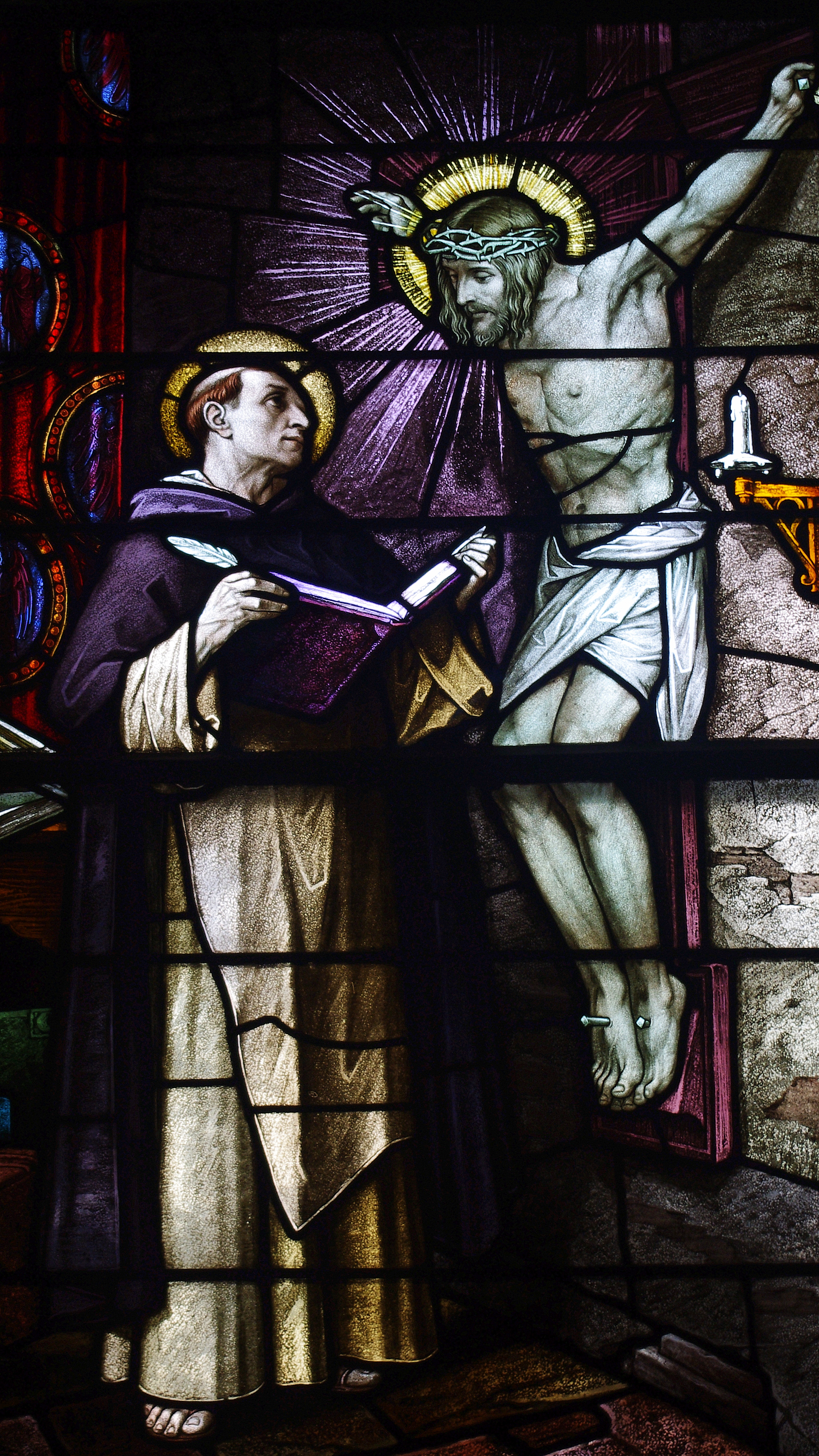
Vidriera de Santo Tomás en la Iglesia de San Patricio, Columbus (Ohio).

En la Summa Theologica,Tomás comienza su discusión sobre Jesucristo contando la historia bíblica de Adán y Eva y describiendo los efectos negativos del pecado original. El propósito de la Encarnación de Cristo fue restaurar la naturaleza humana eliminando la contaminación del pecado, lo cual los humanos no pueden hacer por sí mismos. "La Sabiduría divina juzgó conveniente que Dios se hiciera hombre, para que así una misma persona pudiera restaurar al hombre y ofrecer satisfacción". Tomás argumentó a favor del punto de vista de la satisfacción de la expiación; es decir, que Jesucristo murió "para satisfacer por todo el género humano, que fue sentenciado a muerte a causa del pecado".
Tomás argumentó en contra de varios teólogos históricos y contemporáneos específicos que tenían puntos de vista diferentes sobre Cristo. En respuesta a Fotino, Tomás afirmó que Jesús era verdaderamente divino y no simplemente un ser humano. Contra Nestorio, quien sugirió que el Hijo de Dios estaba simplemente unido al hombre Cristo, Tomás argumentó que la plenitud de Dios era una parte integral de la existencia de Cristo. Sin embargo, en contra de las opiniones de Apolinar de Laodicea, Tomás sostuvo que Cristo también tenía un alma verdaderamente humana (racional). Esto produjo una dualidad de naturalezas en Cristo. Tomás argumentó contra Eutiquio que esta dualidad persistió después de la Encarnación. Tomás afirmó que estas dos naturalezas existían simultáneamente pero distinguiblemente en un cuerpo humano real, a diferencia de las enseñanzas de Mani y Valentín el Gnóstico.
Con respecto a la afirmación de Pablo de que Cristo, "aunque tenía forma de Dios... se despojó a sí mismo" (Filipenses 2:6-7) al hacerse humano, Tomás ofreció una articulación de la kénosis divina que ha influenciado a muchos católicos posteriores Cristología. Siguiendo el Concilio de Nicea, Agustín de Hipona , así como las afirmaciones de la Escritura, Tomás sostuvo la doctrina de la inmutabilidad divina. Por lo tanto, al hacerse humano, no podría haber cambio en la persona divina de Cristo. Para Tomás, "el misterio de la Encarnación no se completó por el hecho de que Dios fuera cambiado en algo del estado en que había estado desde la eternidad, sino por haberse unido a la criatura de una manera nueva, o más bien por haberla unido a ella". Él mismo." Del mismo modo, Tomás explicó que Cristo "se vació a sí mismo, no despojándose de su naturaleza divina, sino asumiendo una naturaleza humana". Para Tomás, «la naturaleza divina es suficientemente plena, porque en ella está toda la perfección del bien. Pero la naturaleza humana y el alma no son plenas, sino capaces de plenitud, porque fueron hechas como una pizarra sin escribir. Por tanto, la naturaleza humana está vacía". Así, cuando Pablo indica que Cristo "se despojó a sí mismo", esto debe entenderse a la luz de su asunción de una naturaleza humana.

En resumen, "Cristo tuvo un cuerpo real de la misma naturaleza que el nuestro, una verdadera alma racional y, junto con estos, una Deidad perfecta". Así, hay tanto unidad (en su única hipóstasis) como composición (en sus dos naturalezas, humana y divina) en Cristo. 
Respondo que, La Persona o hipóstasis de Cristo puede ser vista de dos maneras. Primero como es en sí mismo, y así es del todo simple, incluso como la Naturaleza de la Palabra. En segundo lugar, en el aspecto de persona o hipóstasis a que pertenece subsistir en una naturaleza; y así la Persona de Cristo subsiste en dos naturalezas. Por lo tanto, aunque hay un ser subsistente en Él, sin embargo, hay diferentes aspectos de la subsistencia, y por eso se dice que Él es una persona compuesta, en tanto que un ser subsiste en dos.
Haciéndose eco de Atanasio de Alejandría, dijo que "El Hijo unigénito de Dios... asumió nuestra naturaleza, para que él, hecho hombre, pudiera hacer dioses a los hombres".

### Creación

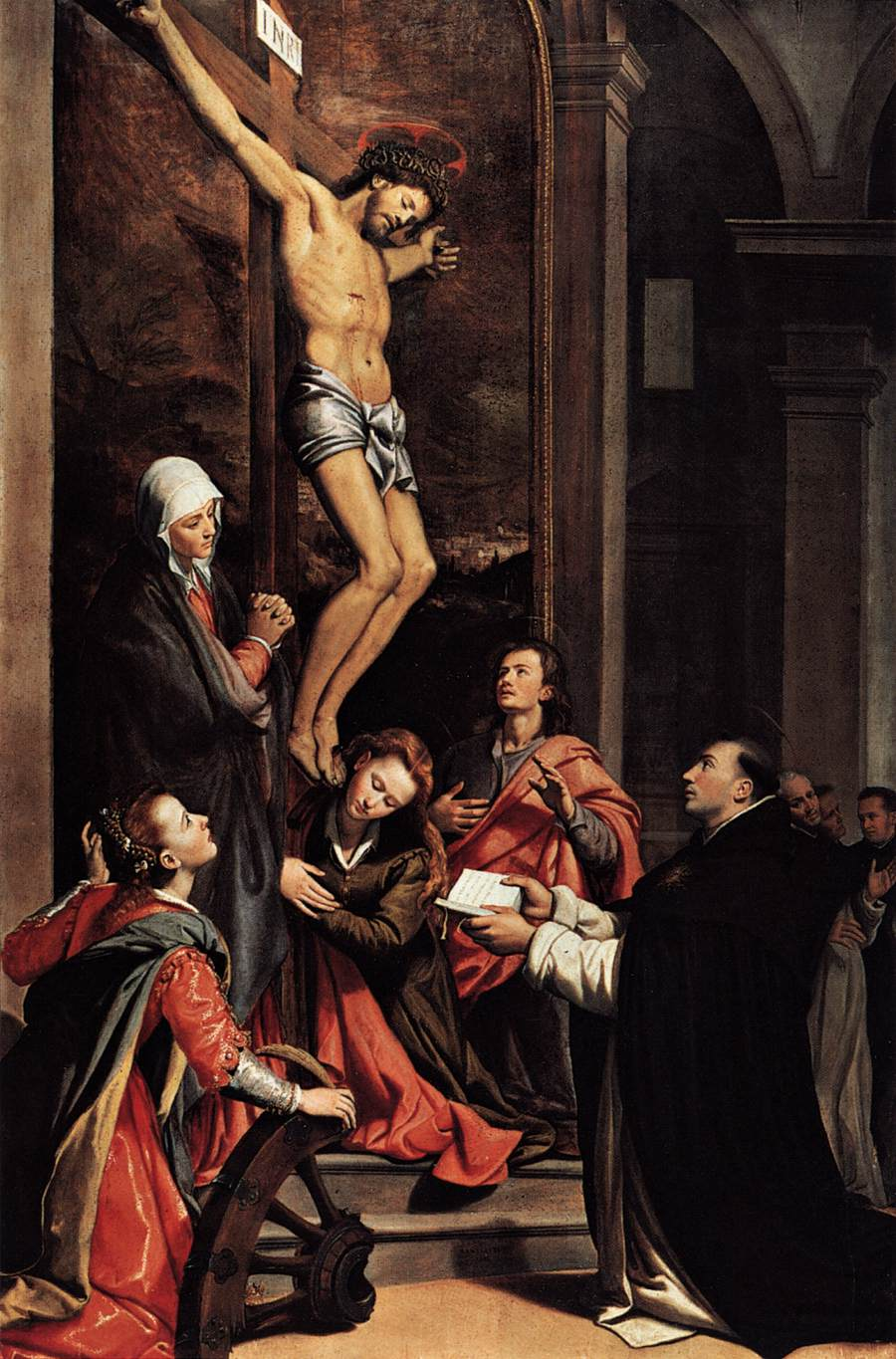
Visión de Santo Tomás de Aquino (1593) por Santi di Tito.

Como católico, Tomás creía que Dios es el "creador del cielo y la tierra, de todo lo que es visible e invisible". Tomás afirma en De Potentia que Platón y Aristóteles no llegaron con claridad a la noción de creación. Contrario al dicho latino “de la nada nada sale” (ex nihilo nihil fit), Dios trascendente es creador de espíritus y la materia prima del mundo "de la nada" (ex nihilo), o es decir, "no a partir de algo" (non ex aliquo). Tomás diferenció el vacío de la nada, pues el primero "que se requiere la existencia de algún espacio con capacidad, en el que no haya nada". En la Creación es Dios causa eficiente pero no hay causa material. En este sentido, la Creación no es un cambio o movimiento (es decir, “el acto de lo que está en potencia, en tanto que está en potencia” porque "no preexiste nada en potencia que reciba la acción") sino una relación de Dios con sus criaturas.

La creación no es mutación, sino la misma dependencia del ser creado respecto al principio que la origina; por eso pertenece al género de “relación”. De donde nada impide que se encuentre en el ser creado como en un sujeto. Se ve, no obstante, en la creación cierta mutación, aunque solamente según el modo de entenderla; es a saber, en cuanto que nuestro entendimiento se la representa como si una misma cosa no existiese antes y sí después.

Tomás afirma que Dios cuya esencia es su ser (esse) mismo, los demás seres están compuesto de esencia y esse, siendo el esse una participación del ser que subsiste por sí mismo: esse subsistens.

Dios es enteramente acto, sea respecto a sí mismo, puesto quees acto puro sin mezcla alguna de potencia, sea respecto a las cosas que están en acto, ya que en él está el origen de todos los entes; por eso, por medio de su acción produce todo ente subsistente, sin presupuesto alguno, por cuanto él es el principio de todo el ser, y es todo en sí mismo.

Al igual que Aristóteles, Tomás postuló que la vida podría formarse a partir de materia no viva o vida vegetal, una teoría de la abiogénesis en curso conocida como generación espontánea:

Siendo la generación de una cosa la corrupción de otra, no era incompatible con la formación primera de las cosas que de la corrupción de las menos perfectas se engendrara la más perfecta. Por lo tanto, los animales generados de la corrupción de las cosas inanimadas, o de las plantas, pueden haber sido generados entonces.

Además, Tomás consideró la teoría de Empédocles de que varias especies mutadas surgieron en los albores de la Creación. Tomás razonó que estas especies se generaron a través de mutaciones en el esperma animal, y argumentó que no fueron involuntarias por naturaleza; más bien, tales especies simplemente no estaban destinadas a una existencia perpetua. Esa discusión se encuentra en su comentario sobre la Física de Aristóteles:

Lo mismo es cierto de aquellas sustancias que Empédocles dijo que se produjeron al principio del mundo, como la 'descendencia del buey', es decir, mitad buey y mitad hombre. Porque si tales cosas no pudieron llegar a algún fin y estado final de la naturaleza para que se conservaran en la existencia, no fue porque la naturaleza no pretendiera esto [un estado final], sino porque no podían ser conservadas. Porque no fueron engendrados según la naturaleza, sino por la corrupción de algún principio natural, como ahora también sucede que algunos hijos monstruosos son engendrados por la corrupción de la simiente.

### Alma y cuerpo
Santo Tomás aceptó la doctrina hilemórfica aristotélica. Definió la materia prima como pura potencialidad y la forma substancial como el acto primero de un cuerpo físico que determina la esencia al cuerpo. Tomás de Aquino defiende la unicidad de la forma sustancial, donde no hay más que una forma sustancial la cual informa directamente la materia. En el hombre, la única forma sustancial (alma racional) es quien confiere al hombre, tanto su corporeidad (al informar la materia prima) como sus operaciones de tipo vegetativo, sensitivo e intelectual. Tomás afirmó que los ángeles no están compuestos de materia y forma, sino que son puramente inmateriales.
La enseñanza filosófica del Aquino sobre la entidad y relación del alma y cuerpo viene recogida, en gran medida, en la respuesta que da al averroísmo y a su Teoría de la unidad del intelecto o entendimiento:
Fruto de la exégesis neoplatónica de Alejandro de Afrodisias de los textos aristotélicos, así como del extremismo teocentrista arábigo, el filósofo árabe Averroes, evolucionando la opinión del verdadero precursor, Avicena, defendió que el intelecto agente, el actualizador del universal, era Alá, y que tal universal el género humano lo asimilaba y hacía ciencia con él en el intelecto posible (que era único para todos) por lo que ninguna alma tenía, como individuo, nada incorpóreo; así pues, ninguna era inmortal. Averroes indicaba que la relación entre entendimiento y alma humana se daba mediante la fantasía, entendida como facultad de conocimiento sensitivo, propia del animal.
A esto dicho filósofo añadía, como nos ha dejado constancia Tomás, que ésta era la opinión de Aristóteles, pues él decía que el entendimiento era impasible, inmixto y separado
Para entender la singular energía de Tomás en respuesta a esta opinión habría que caer en la cuenta de dos aspectos de la misma.
- Traicionaban y confundían el legado de Aristóteles, provocando que el Aquinate fuera objeto de innecesarias críticas (de Buenaventura de Fidanza por ejemplo)
- Negaba, a través de elementos verdaderos, toda relación posible del hombre con Dios, lo que daría pie a la Teoría de la doble verdad donde se despreciaba la fe y confundía la persona de Jesucristo, haciéndola pasar por un sujeto doble, divino y humano, como lo hace hoy el modernismo teológico y la teología de la liberación.

Vistos estos puntos se puede entender la energía del Aquinate en responder a Sigerio, pero no lo hace desde el sentimiento y la sofística sino, como se verá, desde el sentido común y la sencillez:

El individuo es hombre porque entiende mediante su entendimiento posible. Si este hombre tiene una fantasía distinta de aquél pero no otro entendimiento posible sino uno idéntico, seguíriase que son dos animales y un único hombre, que es evidentemente imposible, luego no hay un único entendimiento posible
Tomás de Aquino (2007, p. 528)

Los fantasmas o imágenes, que son entendidos en potencia, son diversos, lo que da la especie ha de ser uno pues la especie es una y a lo uno corresponde luego el hombre no recibe la especie por los fantasmas
Tomás de Aquino (2007, p. 529)

Si el entendimiento posible es algo del alma humana y se multiplica en atención a los individuos, como ya se demostró, por proporción igual será el entendimiento agente, y no uno para todos
Tomás de Aquino (2007, p. 554)

Del mismo modo, criticaría que la opinión de Aristóteles no era tal pues él afirmó por escrito que el entendimiento es potencia genérica del alma mediante el cual opina y entiende por lo tanto el que esté separado e inmixto se toma respecto a otras potencias del individuo.
A partir del asentimiento de Tomás al intelectualismo del alma, afirmará, por ser recipiente del universal, que ésta es inmaterial e incorruptible. Respecto al cuerpo, Tomás criticó a Platón de rechazarlo y de afirmar la unión de ambos como accidental, por lo que defendió la unidad sustancial de ambos y su identidad como un solo sujeto.
Para el Aquinate, el dolor es un pasión del alma, siendo la tristeza un dolor interno objeto de un el mal propio. Los remedios que da Tomás para la tristeza son actividades delectables del cuerpo (como el baño, el sueño o el llanto) o espirituales (como a contemplación de la verdad) y también la búsqueda de compañía y compasión entre los amigos.

### Naturaleza del pecado

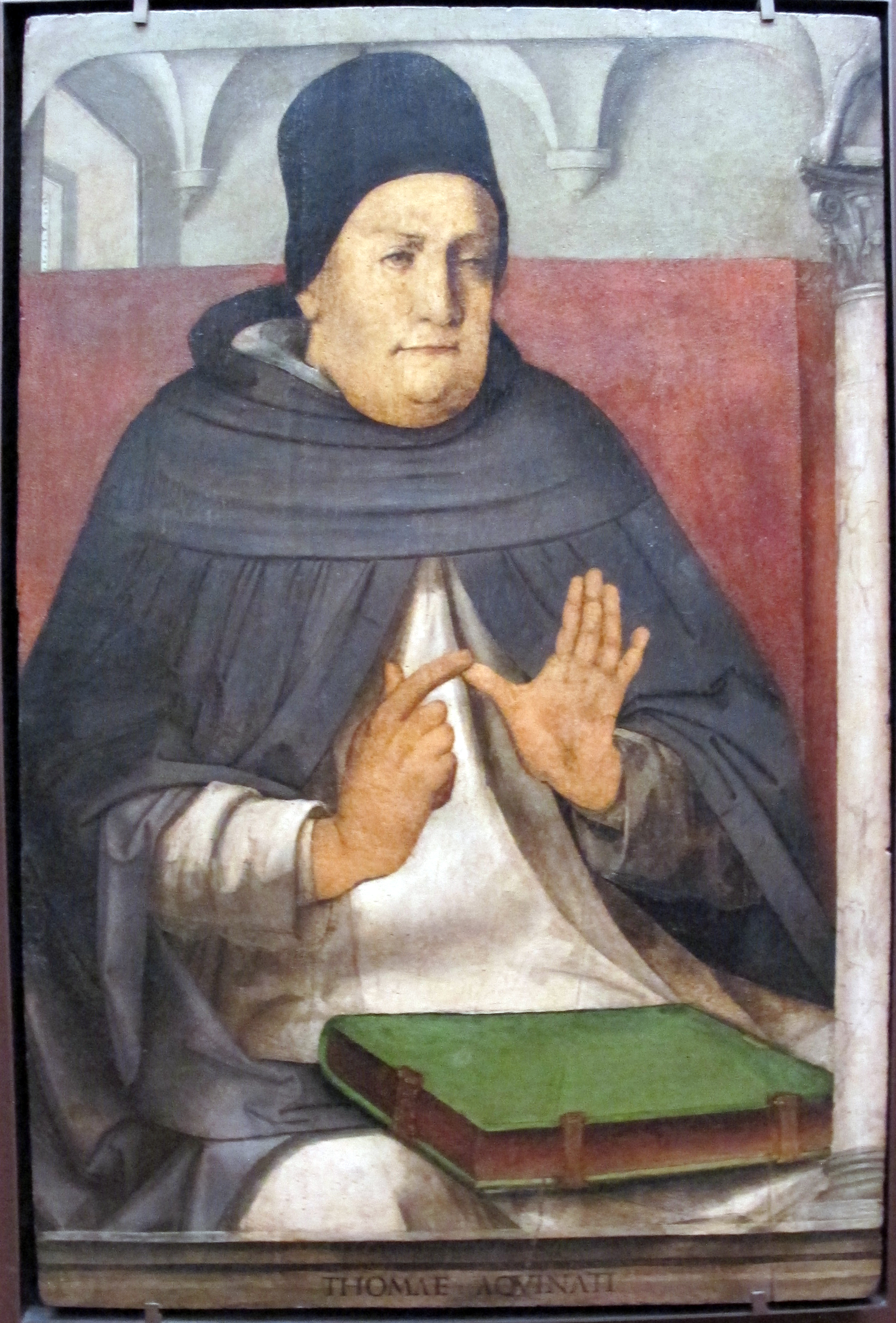
Santo Tomás de Aquino por Pedro Berruguete y Justo de Gante.

Siguiendo a San Agustín de Hipona, Tomás define el pecado como «un dicho, hecho o deseo contra la ley eterna». Es importante señalar la naturaleza análoga del derecho en la filosofía jurídica de Tomás. La ley natural es una instancia o instanciación de la ley eterna. Debido a que la ley natural es lo que los seres humanos determinan según su propia naturaleza (como seres racionales), desobedecer la razón es desobedecer la ley natural y la ley eterna. Así, la ley eterna es lógicamente anterior a la recepción de la "ley natural" (la determinada por la razón) o la "ley divina" (la que se encuentra en el Antiguo y el Nuevo Testamento). En otras palabras, la voluntad de Dios se extiende tanto a la razón como a la revelación. El pecado es abrogar la propia razón, por un lado, o la revelación, por el otro, y es sinónimo de "mal" (privación del bien o privatio boni). Tomás, como todos los escolásticos, generalmente argumentó que los hallazgos de la razón y los datos de la revelación no pueden entrar en conflicto, por lo que ambos son una guía de la voluntad de Dios para los seres humanos.
Tomás también es conocido por negar el actual dogma de la inmaculada concepción del pecado original de María. "La santificación de la Virgen María antes de su animación", dice el Aquinate, "no es admisible" porque:

Si el alma de la Santísima Virgen no hubiera estado nunca manchada con la corrupción del pecado original, eso rebajaría la dignidad de Cristo, que emana de ser el Salvador universal de todos. Y por eso, después de Cristo, que no necesitó de salvación, por ser el Salvador universal, la pureza de la Santísima Virgen fue la máxima. [...] En cambio, la Virgen María sí contrajo el pecado original, aunque fue purificada del mismo antes de nacer del seno materno.
Suma teológica, Parte III, Cuestión 27, Artículo 2

### Sobre las herejías
La herejía era una ofensa capital contra la ley secular de la mayoría de los países europeos del siglo XIII. Reyes y emperadores, incluso aquellos que estaban en guerra con el papado, enumeraron la herejía en primer lugar entre los crímenes contra el estado. Los reyes reclamaban el poder de Dios según la fe cristiana. Con bastante frecuencia, especialmente en esa época de reclamos papales de poder mundano universal, el poder de los gobernantes era legitimado tangible y visiblemente directamente a través de la coronación por el papa.
Tomás consideró la herejía como resultado de la falta de fe. "Los demás artículos de la fe en los que no yerra el hereje no los acepta del mismo modo que el fiel [...] El hereje los retiene por propia voluntad y por propio juicio". El Aquinate pertenecía a la Orden Dominicana, que comenzó como una orden dedicada a la conversión de los cátaros (un movimiento religioso calificado como herejía por la Iglesia católica) y otras facciones heterodoxas, al principio por medios pacíficos; más tarde los cátaros fueron combatidos mediante la cruzada albigense. En la Summa theologiae, escribió:

En los herejes hay que considerar dos aspectos: uno, por parte de ellos; otro, por parte de la Iglesia. Por parte de ellos hay en realidad pecado por el que merecieron no solamente la separación de la Iglesia por la excomunión, sino también la exclusión del mundo con la muerte. En realidad, es mucho más grave corromper la fe, vida del alma, que falsificar moneda con que se sustenta la vida temporal. Por eso, si quienes falsifican moneda, u otro tipo de malhechores, justamente son entregados, sin más, a la muerte por los príncipes seculares, con mayor razón los herejes convictos de herejía podrían no solamente ser excomulgados, sino también entregados con toda justicia a la pena de muerte.
Suma teológica, Parte II, Cuestión 11, Artículo 3

Si alguno, después de abjurar del error, fuera sorprendido reincidiendo en la herejía que abjuró, la sugerencia de Tomás exige específicamente que los herejes sean entregados al juicio secular.

La Iglesia, por institución del Señor, extiende a todos su caridad; no sólo a los amigos, sino también a los enemigos y perseguidores, a tenor de las palabras de San Mateo: Amad a vuestros enemigos; haced el bien a los que os odian (Mt 5,44). Pues bien, a la caridad incumbe no solamente querer, sino también procurar el bien del prójimo. Pero hay un doble bien. Está, primero, el bien espiritual, que es la salvación del alma, y al cual se encamina principalmente la caridad. Ese bien debe quererlo cualquiera, a los otros por caridad. Por eso, desde este punto de vista, admite la Iglesia a penitencia a los herejes que vuelvan, aunque sean relapsos, pues de este modo los incorpora al camino de la salvación.
[...] Mas cuando, admitidos, reinciden, es una muestra de su inconstancia en la fe; por eso, si vuelven, son recibidos a penitencia, pero no hasta el extremo de evitar la sentencia de muerte.
Suma teológica, Parte II, Cuestión 11, Artículo 4

Respecto a los infieles (del latín infidelis, que literalmente significa "sin fe") como los musulmanes, Tomás desconfiaba de ellos. Escribió respecto al Islam en Summa Contra Gentiles:

El punto es claro en el caso de Mahoma. Sedujo al pueblo con promesas de placeres carnales a los que nos incita la concupiscencia de la carne. [...] Por el contrario, Mahoma dijo que fue enviado en el poder de sus armas, que son señales que no les faltan ni a los ladrones ni a los tiranos. [...] Ni los pronunciamientos divinos de parte de los profetas anteriores le ofrecen ningún testimonio. Al contrario, pervierte casi todos los testimonios del Antiguo y del Nuevo Testamento al convertirlos en invenciones propias, como puede comprobar cualquiera que examine su ley. [...] Por lo tanto, es claro que aquellos que ponen alguna fe en sus palabras creen tontamente.
Summa Contra Gentiles, Libro 1, Capítulo 6.

En cuanto a los judíos, Tomás argumenta a favor de la tolerancia de sus personas y sus ritos religiosos. Respecto a los hijos de los judíos, la posición adoptada por Tomás era que aun siendo criados en un error la Iglesia no tenía autoridad para intervenir en bautizarlos forzosamente (véase también: Concilios de Toledo).

[E]stá el hecho de que a nadie se le debe inferir injuria. Y se inferiría injuria a los judíos si fueran bautizados sus hijos no queriéndolo sus padres, ya que perderían la patria potestad sobre sus hijos hechos ya fieles. Por lo tanto, no se les debe bautizar contra la voluntad de sus padres.
Suma teológica, Parte II-II, Cuestión 10, Artículo 12

Los hijos de los infieles o tienen uso de razón o no lo tienen. Si lo tienen ya comienzan a ser dueños de sí mismos en lo que se refiere al derecho divino y natural. Y, por tanto, pueden por su propia voluntad, contra la voluntad de sus padres, recibir el bautismo, como pueden contraer matrimonio. Por lo que estas personas pueden ser instruidas e inducidas a recibir el bautismo.
Suma teológica, Parte III, Cuestión 68, Artículo 10

El tema fue discutido en una bula papal del Papa Benedicto XIV (1747) donde se abordaron ambas escuelas. El papa señaló que la posición de Tomás de Aquino había sido más ampliamente sostenida entre los teólogos y juristas canónicos que la de Juan Duns Escoto.

### Vida después de la muerte y resurrección

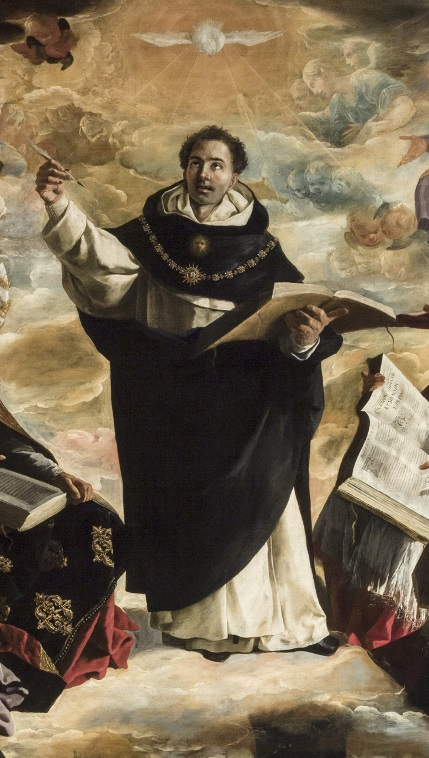
Apoteosis de Santo Tomás de Aquino por Francisco de Zurbarán (1631).

Una comprensión de la psicología de Tomás es esencial para comprender sus creencias sobre el más allá y la resurrección. Tomás, siguiendo la doctrina de la iglesia, acepta que el alma continúa existiendo después de la muerte del cuerpo. Debido a que acepta que el alma es la forma del cuerpo, entonces también debe creer que el ser humano, como todas las cosas materiales, es un compuesto forma-materia. La forma sustancial (el alma humana) configura la materia prima (el cuerpo físico) y es la forma por la cual un material compuesto pertenece a esa especie; en el caso de los seres humanos, esa especie es un animal racional. Entonces, un ser humano es un compuesto de materia-forma que está organizado para ser un animal racional. La materia no puede existir sin estar configurada por la forma, pero la forma puede existir sin la materia, lo que permite la separación del alma del cuerpo. Tomás dice que el alma participa en los mundos material y espiritual, y por lo tanto tiene algunas características de la materia y otras características inmateriales (como el acceso a los universales). El alma humana es diferente de otras cosas materiales y espirituales; es creado por Dios, pero también llega a existir solo en el cuerpo material
Los seres humanos son materiales, pero la persona humana puede sobrevivir a la muerte del cuerpo mediante la existencia continua del alma, que persiste. El alma humana se encuentra a caballo entre los mundos espiritual y material, y es tanto una forma subsistente configurada como un configurador de la materia en la de un ser humano vivo y corporal. Por ser espiritual, el alma humana no depende de la materia y puede existir por separado. Debido a que el ser humano es un compuesto de alma y materia, el cuerpo tiene una parte en lo que es ser humano. La naturaleza humana perfeccionada consiste en la naturaleza dual humana, encarnada e intelectora.
La resurrección parece requerir dualismo, que Tomás rechaza. Sin embargo, Tomás cree que el alma persiste después de la muerte y la corrupción del cuerpo, y es capaz de existir, separada del cuerpo entre el momento de la muerte y la resurrección. Tomás cree en un tipo diferente de dualismo, guiado por las escrituras cristianas. Tomás sabe que los seres humanos son esencialmente físicos, pero la fisicalidad tiene un espíritu capaz de regresar a Dios en la otra vida. Para Tomás, las recompensas y el castigo de la otra vida no son solo espiritual. Debido a esto, la resurrección es una parte importante de su filosofía sobre el alma. El humano está realizado y completo en el cuerpo, por lo que el más allá debe tener lugar con almas enmatizadas en cuerpos resucitados. Además de la recompensa espiritual, los seres humanos pueden esperar disfrutar de bendiciones materiales y físicas. Debido a que el alma de Tomás requiere un cuerpo para sus acciones, durante la otra vida, el alma también será castigada o recompensada en la existencia corporal.

Tomás expresa claramente su postura sobre la resurrección y la usa para respaldar su filosofía de la justicia; es decir, la promesa de la resurrección compensa a los cristianos que sufrieron en este mundo mediante una unión celestial con lo divino. Él dice: "Si no hay resurrección de los muertos, se sigue que no hay nada bueno para los seres humanos más que en esta vida". La resurrección proporciona el ímpetu para que las personas en la tierra renuncien a los placeres de esta vida. Tomás cree que el humano que se preparó para la otra vida, tanto moral como intelectualmente, será recompensado más grandemente; sin embargo, toda recompensa es por la gracia de Dios. Tomás insiste en que la bienaventuranza se otorgará según el mérito y hará que la persona sea más capaz de concebir lo divino. En consecuencia, Tomás cree que el castigo también está directamente relacionado con la preparación y la actividad terrenales y vivientes. La descripción del alma de Tomás se centra en la epistemología y la metafísica, y por eso cree que ofrece una descripción clara de la naturaleza inmaterial del alma. Tomás guarda de manera conservadora la doctrina cristiana y, por lo tanto, mantiene la recompensa y el castigo físico y espiritual después de la muerte. Al aceptar la esencialidad tanto del cuerpo como del alma, permite un cielo y un infierno descritos en las escrituras y el dogma de la iglesia.

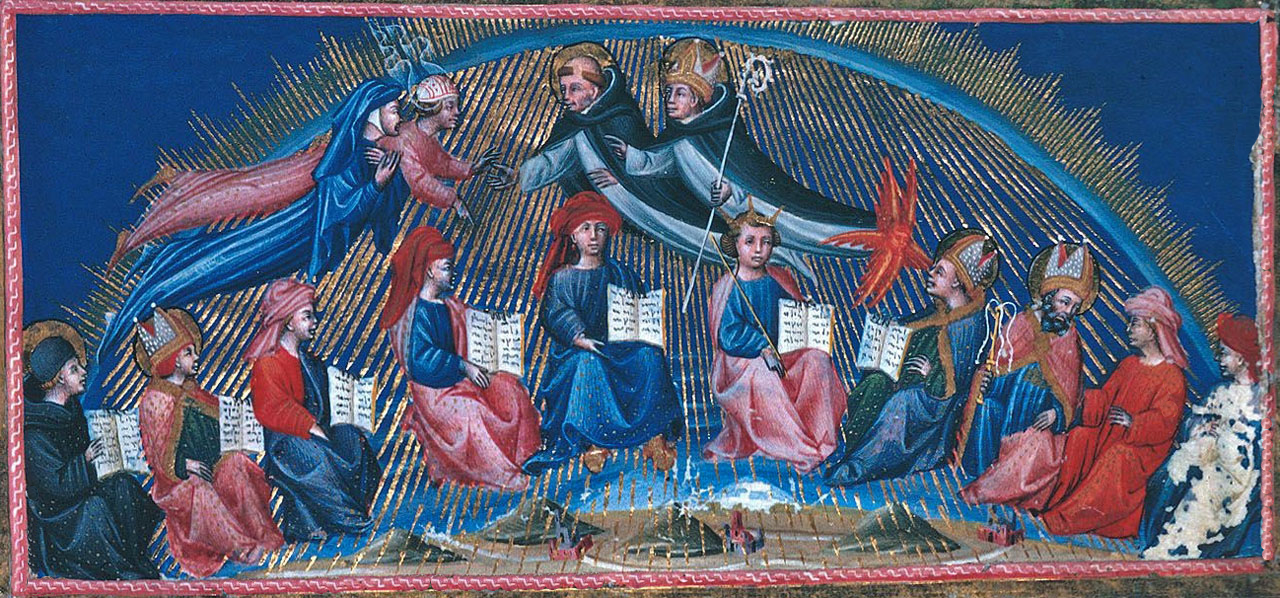
Miniatura del primer círculo del paraíso. Dante y Virgilio en la parte superior izquierda, se encuentran con Tomás de Aquino y Alberto Magno por Giovanni di Paolo.

Santo Tomás afirma que el castigo del purgatorio "no es principalmente para atormentar, sino para limpiar; por tanto, debe ser infligido únicamente por el fuego, que sobre todo tiene poder purificador", pero en el infierno los castigos de los condenados "no están dirigido a su limpieza" u "así deben ser atormentados de muchas maneras y de muchas fuentes".[cita requerida] Allí los condenados serán castigados a un fuego eterno, además de otros muchos varios castigos físicos, porque "pecaron contra el bien eterno, al despreciar la vida eterna" y "como la pena no puede ser infinita en su intensidad, puesto que la criatura no es capaz de cualidad alguna infinita, se requiere que, por lo menos, sea de duración infinita". Para aquellos que no van al infierno pueden "disfrutar de su bienaventuranza y la gracia de Dios más abundantemente" y tienen la recompensa adicional de permitirles ver el castigo de los condenados en el infierno por los cuales "en gloria no tendrán piedad" de ellos.
Nada debe negar a los bienaventurados que pertenezca a la perfección de su bienaventuranza. Ahora todo se conoce más por ser comparado con su contrario, porque cuando los contrarios se colocan uno al lado del otro se hacen más notorios. Por tanto, para que la felicidad de los santos sea más placentera para ellos y para que puedan dar más copiosas gracias a Dios por ello, se les permite ver perfectamente los sufrimientos de los condenados.

## Influencias y repercusiones

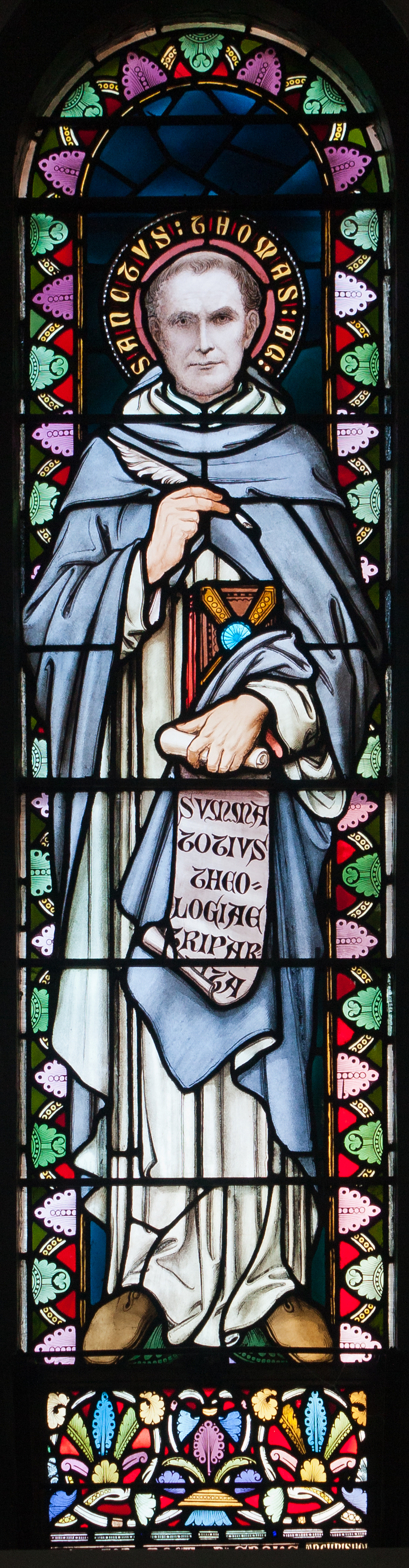
Vidriera de Santo Tomás de Aquino en la Catedral de Thurles.

Tomás, aun siendo teólogo, destacó por haber leído y estudiado exhaustivamente a todos los intelectuales referenciales del momento, filosóficos incluidos, de ahí que pudiera alcanzar una síntesis tan extensa y consistente. Los materiales para su pensamiento son de muy diverso origen:
En primer lugar de Platón. A él se le debe cierta doctrina de la participación (aún no plenamente metafísica), para explicar la relación entre Dios y las criaturas, así como la cuestión de los grados de perfección. Tomás también conocía a los estoicos como antecedentes de la idea tomista de ley natural.
De Aristóteles toma y analiza sus teorías principales, aunque con la perspectiva cristiana del ser, como se ha visto antes. Los conceptos de forma y materia, acto y potencia, substancia y accidentes y Dios como fundamento último de los movimientos de la realidad (primera y quinta Vía). Asume toda su teoría del conocimiento y las bases de su antropología: la concepción formal del alma, su división tripartita, etc. En ética y política recoge el concepto y la clasificación aristotélica de la virtud y completa sus aportaciones sobre la ley natural (base del derecho natural, que, aún defendido por John Locke e Inmanuel Kant, es metafísico), y completa estos esquemas con la referencia a la ley eterna y las virtudes teologales (ajenas a la misma cultura griega). Por otra parte, la lógica la acepta íntegramente desde su juventud.
Del pensamiento musulmán y judío, además de acoger sus comentarios a Aristóteles destaca por su atención a Avicena en su distinción (aún inexacta, debido a su esencialismo) entre esencia y existencia, y en la formulación de la Tercera Vía. Por otro lado, de Maimónides recoge la defensa de la creación de la nada y su modo de entender las relaciones entre la fe y la razón. En cuanto a lo cristiano, es fundamental recordar su adhesión inquebrantable a la Biblia, los Decretos de los Concilios y los Papas (destaca Gregorio Magno por sus tratados morales y pastorales). Entre los Padres de la Iglesia destaca, eminentemente, Agustín de Hipona en la relación de los atributos de Dios, la idea de la creación o la tesis de la inmaterialidad del alma, la cuestión de la Trinidad entre muchas otras (afinadas por su aristotelismo)
De otros neoplatónicos como Pseudo Dionisio Areopagita asume los aspectos neoplatónicos de sus obras, como el concepto de participación y las grados de perfecciones, en clave teológica. De Boecio, sus aportes a los dogmas trinitarios y cristológicos. Alberto Magno, en último lugar, le introduce en el conocimiento de Aristóteles y le inició en la cuestión de los trascendentales.
Respecto a su influencia posterior, Tomás jugó un papel capital, nunca antes visto en la Iglesia católica, como referencia y modelo de pensamiento, tanto en la Inquisición como en el Concilio de Trento. Su pensamiento será criticado por teólogos escolásticos posteriores, como Juan Duns Scoto y Guillermo de Ockham.
En el siglo XV sus seguidores son muy diversos: el canciller Juan Gerson, el inquisidor Tomás de Torquemada y Girolamo Savonarola. En el siglo XVI defienden su doctrina y figura el papa Pío V (que lo nombró Doctor de la Iglesia) y un buen número de distinguidos españoles como el fundador de la Compañía de Jesús Ignacio de Loyola (cuya lectura él decreta en el Cap. 14, punto 4° de las Constituciones), el Doctor místico Juan de la Cruz (que emplea constantemente sus principios para explicar los mecanismos espirituales), el cardenal Tomás Cayetano, Francisco de Vitoria y Domingo de Soto. Más tarde, asentando la reforma contra el protestantismo en el siglo XVII, destacan el obispo Francisco de Sales, Juan de Santo Tomás, Francisco Suárez y Domingo Báñez.
En el siglo XVIII, a pesar de la poderosa aparición del racionalismo y, a raíz de él, el empirismo (entre ilustrados) y ontologismo (entre católicos como Nicolas de Malebranche) cabe mencionar las aportaciones del cardenal Juan Tomás de Boxadors y los obispos Alfonso María de Ligorio y Jacques Bossuet. La descripción de la ley natural de Tomás de Aquino se convirtió en la enseñanza moral católica y fue ampliamente adoptada por los éticos no católicos anteriores al siglo XIX. Durante la Ilustración, el tomismo fue visto en términos despectivos como tradicionalismo.
Ante las nuevas corrientes intelectuales como el idealismo romántico, nihilismo vitalista, filosofía de la conciencia (Henri Bergson) y Fenomenología, así como una rama fideísta ultra-católica (Louis Eugène Marie Bautain, Louis de Bonald y el joven Félicité Robert de Lamennais), la Iglesia católica recomendó directamente a Tomás para un estudio veraz, acorde a la fe católica. Según William Inge, Tomás «está más cerca de Plotino que del verdadero Aristóteles». Ya en el siglo XX, el filósofo Bertrand Russell criticó su filosofía por tener poco del verdadero espíritu filosófico: «No se dispone a seguir, como el Sócrates platónico, adonde quiera que su argumento le pueda llevar. [...] Antes de empezar a filosofar ya conoce la verdad; está declarada en la fe católica. [...] No puedo, consiguientemente, admitir que merezca ser colocado en el mismo plano de los mejores filósofos de Grecia o de los tiempos modernos». Anthony Kenny criticó a Russell de hacer lo mismo, ya que en el libro Principia Mathematica toma cientos de páginas para demostrar que dos y dos son cuatro, algo que ya creía toda su vida. Umberto Eco escribió que «Tomás fue grande, se dice que fue un revolucionario» en el sentido que «construyó un edificio tan sólido que ningún otro revolucionario ha logrado después hacerlo vacilar desde dentro».
Tomás es recomendado por los papas León XIII (es famoso por su encíclica Aeterni Patris) y Pío X (destacó su motu proprio Doctoris Angelici) con el apoyo de los cardenales Désiré Félicien-François-Joseph Mercier, Tomás Zigliara y Zeferino González, al tiempo que surgen los grandes inspiradores del neotomismo: Pierre Mandonnet y Ambroise Gardeil. Y, al fin, en el siglo XX se trata de los papas Pío XI (Studiorum ducem), Juan Pablo II (formado en el Angelicum) el canciller Etienne Gilson, Josef Pieper, Reginald Garrigou-Lagrange, Jacques Maritain, Antonin-Dalmace Sertillanges y Sebastiaan Tromp. Alasdair MacIntyre afirma que la síntesis de Tomás de Aquino del pensamiento de San Agustín con el de Aristóteles es más profundo que otras teorías modernas.
En la Iglesia en general, es la referencia de los Concilios Trento y Vaticano I (en la constitución Dei Filius), a la vez que se coloca como paradigma de estudios en general en el Vaticano II (se vuelve a nombrar como autoridad a seguir en cuestiones especulativas y metafísicas) y en el Código de Derecho Canónico (can. 589 y 1366). De hecho, hoy, numerosos escritos de los Papas vuelven constantemente a él.
Figura en el Calendario de Santos Luterano.